# The Voice Belgique
Pour la version de The Voice en Belgique néerlandophone, voir The Voice van Vlaanderen.
Pour les articles homonymes, voir The Voice.
 (9 janvier 2021).
The Voice Belgique est une émission de télévision belge de télé-crochet musicale diffusée en télévision sur La Une, ainsi qu'en radio sur VivaCité et RTBF International, depuis le 20 décembre 2011. Le format est adapté de l'émission musicale néerlandaise The Voice of Holland, créée par John de Mol, fondateur d'Endemol.

## Principe
Inspiré par The X Factor, Pop Idol ou encore Star Academy, The Voice Belgique bénéficie toutefois d'un déroulement bien différent.
L'émission se compose de quatre étapes :  
- Audition Tool
- Blind Auditions (auditions à l'aveugle)
- Duels (battles) (saisons 1 à 9 et depuis la saison 11)
- Les K.O (saison 10)
- Lives
  - Lives (3 émissions)
  - Quart de finale (live 4) (saisons 1 à 10)
  - Les Cross Battles (live 4) (saison 11)
  - Demi-finale (live 5)
  - Finale (live 6)

### Audition Tool
Les présélections se déroulent uniquement via le web. Le candidat enregistre sa prestation sur internet à l’aide de sa webcam et c'est un matériel de reconnaissance vocale qui cote la justesse de sa voix.
Tous les candidats retenus doivent ensuite passer devant plusieurs jurys de professionnels pour ne garder finalement que 150 candidats. C'est à partir de là que commencent les émissions, qui se déclinent en trois phases : les « blind auditions » (les auditions à l'aveugle), les « duels » (battles) et enfin les « lives ».

### Blind Auditions
Les quatre coachs, installés dans des fauteuils tournants, écoutent les candidats, dos tournés à la scène. Chacun d'entre eux doit se choisir douze candidats en écoutant seulement leur voix, s'ils sont séduits, ils devront appuyer sur leur « buzz » et c'est là que le fauteuil se retourne découvrant leur élu. Si plusieurs coachs se retournent, ce sera alors au candidat de choisir son coach. Le public présent pendant les auditions n'a pas le dos tourné à la scène et un orchestre accompagne les candidats. À la fin de cette première série d'émissions, 48 candidats (12 candidats par coach) restent en lice. Ils participent alors à des « duels ». À partir de la saison 10, 15 talents sont sélectionnés par les coachs pour accéder à l'étape des K.O. Lors de la saison 11, 14 talents sont recrutés pour passer à l'étape des Duels.
Lors des trois premières saisons, tout candidat participant aux Blind Auditions a l'occasion d'échanger sur sa prestation avec les coachs, même si aucun d'entre eux ne se retourne. Lors de la saison 4 lorsqu'un candidat ne fait se retourner aucun coach, les fauteuils restent à leur place et le candidat quitte le plateau sans voir les coachs. Cette règle a été abandonnée dès la saison 5.
Depuis la saison 8, les coachs ont la possibilité de bloquer un autre coach une seule fois. Ainsi, lorsque le coach bloqué se retourne, le talent ne peut pas le rejoindre dans son équipe.
À partir de la neuvième saison, chaque coach a la possibilité de bloquer deux fois un autre coach.
Lors de la saison 11, le block est transformé en « super-block ». A la différence de l'habituel block, celui-ci peut être utilisé même si le coach est déjà retourné. Si le super-block est utilisé, le fauteuil du coach se retourne de nouveau vers le public. Ce droit est porté à deux fois par coach.

### Duels (battles)
Chaque coach fait s’opposer deux (ou trois) de ses poulains sur une chanson. Une fois le duel terminé, les coachs commentent la performance et le coach des candidats choisit celui méritant le plus de continuer vers la prochaine étape du concours. Pour faire son choix, il peut tenir compte des conseils d’un artiste ou ceux des trois autres coachs.
Lors de la saison 1, à la fin de série des duels, chaque coach doit désigner les deux candidats les plus faibles et leur faire faire un ultime « combat » appelé sing-offs. Les deux talents doivent interpréter, de nouveau, la chanson présentée lors des blinds auditions. À la fin de ce duel, le coach sauve un talent, l'autre est définitivement éliminé. Chaque coach se retrouve avec une équipe de six talents pour affronter les lives.
À partir de la saison 2, exit les sing-offs, et place à la règle du "talent volé". Chaque coach a la possibilité de voler deux talents à un coach adverse lorsque celui-ci vient d'éliminer son poulain. À noter qu'à partir de la saison 6, les coachs peuvent sauver autant de talents qu'ils le veulent. Mais attention, si deux talents sont déjà sauvés et que le coach buzze un troisième talent, le coach devra éliminer un de ses talents. À l'issue de ses duels, les équipes comptent 8 talents qui sont qualifiés pour les lives.
Cette étape n'a pas été réalisée lors de la saison 10, mais elle est revenue lors de la saison 11 .

### K.O
Cette étape remplace celle des duels, depuis la saison 10. Chaque coach fait chanter à tour de rôle trois de ses poulains sur une chanson de leur choix. Une fois le K.O terminé, les coachs commentent la performance et le coach des candidats choisit celui méritant le plus de continuer vers la prochaine étape du concours. Le coach amènera donc 5 talents de son équipe aux lives, et il aura la possibilité de repêcher un talent dans l'une des équipes adverses.
Cette épreuve n'est pas renouvelée pour la onzième saison du programme.

### Lives
Viennent ensuite les « lives » où ne restent plus que 32 candidats (24 lors de la saison 10) et où le public comme les coachs ont droit au vote.

#### Les Cross Battles (live 4)
Lors de cette nouvelle épreuve, chaque coach choisit un talent et défie un de ses collègues. Chaque talent présente une chanson préparée. Le public est appelé à voter pour qualifier son favori pour la demi-finale. Mais attention, si un coach se retrouve sans talent à la fin de cette émission, il aura la possibilité de sauver un talent .

### Demi-finale et finale
Lors des dix premières saisons, dans chaque équipe, deux talents s'affrontent pour obtenir une place en finale. Chaque talent chante une fois puis partage une prestation avec son coach. À la fin de la soirée, le coach doit répartir 100 points entre ses deux candidats (avec interdiction de faire 50/50). Ses points sont ajoutés à ceux du public pour former un total de 200 points. Le talent qui a le plus de points remporte son ticket pour la grande finale.
Lors de la onzième saison et à la suite de l'épreuve des Cross Battles, seul le public vote pour choisir les talents accédant à la grande finale. 
Lors de la grande finale, il ne reste que 4 candidats. Le tout se clôture par un grand show scindé en deux parties. A la fin de la première partie, deux talents sont éliminés et les deux restants chantent une dernière fois pour convaincre le public.
Le gagnant se voit offrir, suivant les années, l'enregistrement d'un single ou d'un album. Lors de certaines saisons, les vainqueurs pouvaient remporter, également, une voiture ou un voyage sur les routes d'Europe.

## Participants
| Coachs | Coachs            | Nb. de victoire(s) | Nb. de saisons | Saisons | Saisons | Saisons | Saisons | Saisons | Saisons | Saisons | Saisons | Saisons | Saisons | Saisons | Saisons |
| Coachs | Coachs            | Nb. de victoire(s) | Nb. de saisons | 1       | 2       | 3       | 4       | 5       | 6       | 7       | 8       | 9       | 10      | 11      | 12      |
| ------ | ----------------- | ------------------ | -------------- | ------- | ------- | ------- | ------- | ------- | ------- | ------- | ------- | ------- | ------- | ------- | ------- |
|        | Beverly Jo Scott  | 4                  | 10             |         |         |         |         |         |         |         |         |         |         |         |         |
|        | Quentin Mosimann  | 2                  | 4              |         |         |         |         |         |         |         |         |         |         |         |         |
|        | Lio               | 0                  | 1              |         |         |         |         |         |         |         |         |         |         |         |         |
|        | Joshua            | 0                  | 1              |         |         |         |         |         |         |         |         |         |         |         |         |
|        | Marc Pinilla      | 1                  | 3              |         |         |         |         |         |         |         |         |         |         |         |         |
|        | Natasha St-Pier   | 1                  | 2              |         |         |         |         |         |         |         |         |         |         |         |         |
|        | Bastian Baker     | 0                  | 1              |         |         |         |         |         |         |         |         |         |         |         |         |
|        | Jali              | 0                  | 1              |         |         |         |         |         |         |         |         |         |         |         |         |
|        | Chimène Badi      | 1                  | 1              |         |         |         |         |         |         |         |         |         |         |         |         |
|        | Stanislas         | 0                  | 2              |         |         |         |         |         |         |         |         |         |         |         |         |
|        | Cats on Trees     | 0                  | 1              |         |         |         |         |         |         |         |         |         |         |         |         |
|        | Bigflo & Oli      | 0                  | 1              |         |         |         |         |         |         |         |         |         |         |         |         |
|        | Matthew Irons     | 2                  | 2              |         |         |         |         |         |         |         |         |         |         |         |         |
|        | Slimane           | 0                  | 2              |         |         |         |         |         |         |         |         |         |         |         |         |
|        | Vitaa             | 0                  | 2              |         |         |         |         |         |         |         |         |         |         |         |         |
|        | Typh Barrow       | 0                  | 3              |         |         |         |         |         |         |         |         |         |         |         |         |
|        | Loïc Nottet       | 0                  | 2              |         |         |         |         |         |         |         |         |         |         |         |         |
|        | Henri PFR         | 0                  | 1              |         |         |         |         |         |         |         |         |         |         |         |         |
|        | Christophe Willem | 0                  | 3              |         |         |         |         |         |         |         |         |         |         |         |         |
|        | Black M           | 0                  | 1              |         |         |         |         |         |         |         |         |         |         |         |         |
|        | Mentissa          | 0                  | 1              |         |         |         |         |         |         |         |         |         |         |         |         |
|        | Hatik             | 0                  | 1              |         |         |         |         |         |         |         |         |         |         |         |         |
|        | Hoshi             | 0                  | 1              |         |         |         |         |         |         |         |         |         |         |         |         |
|        | Axelle Red        | 0                  | 1              |         |         |         |         |         |         |         |         |         |         |         |         |

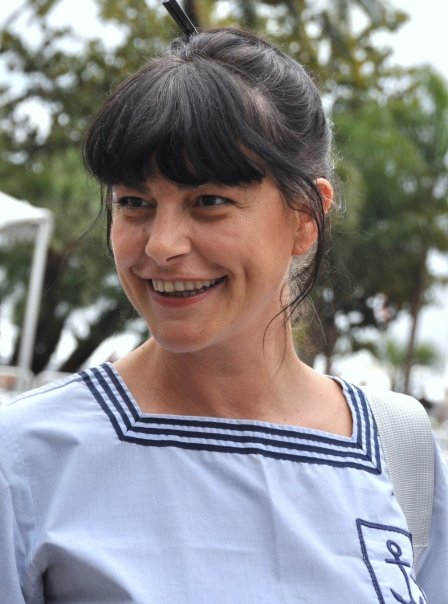
Lio (1)
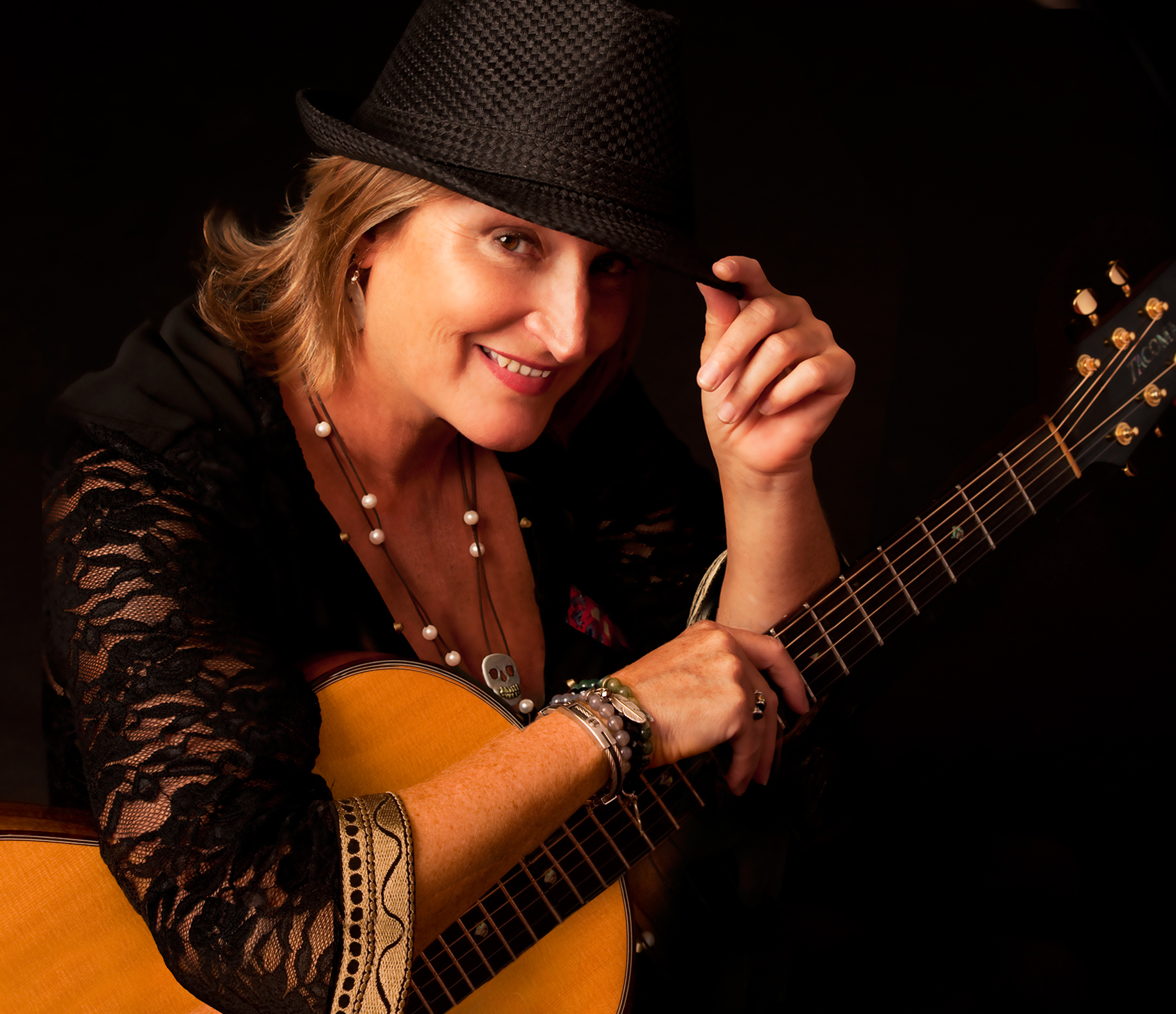
Beverly Jo Scott (1-7, 9-11)
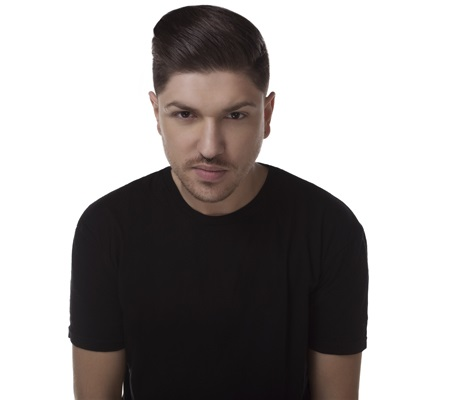
Quentin Mosimann (1-2, 5-6)
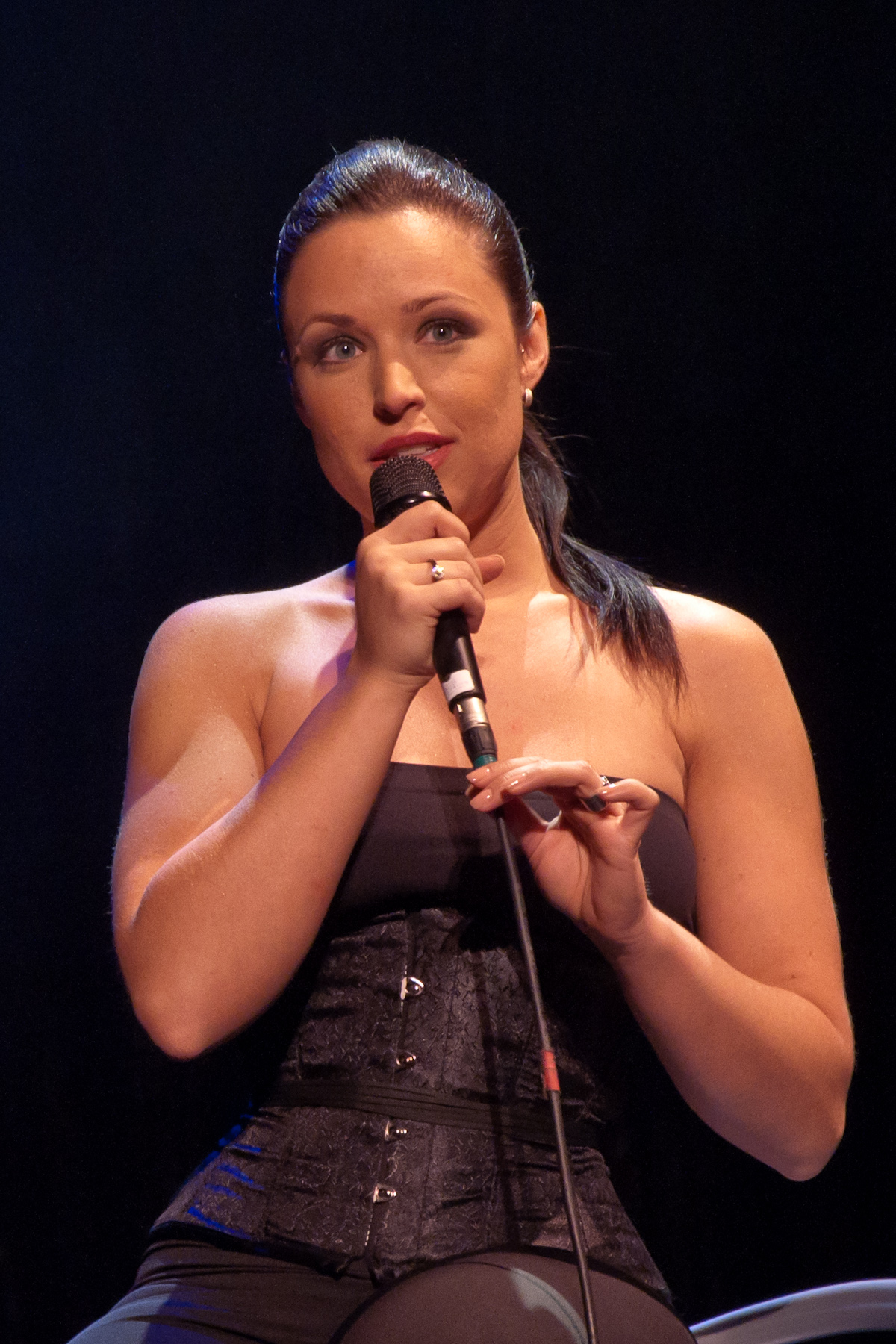
Natasha St Pier (2-3)
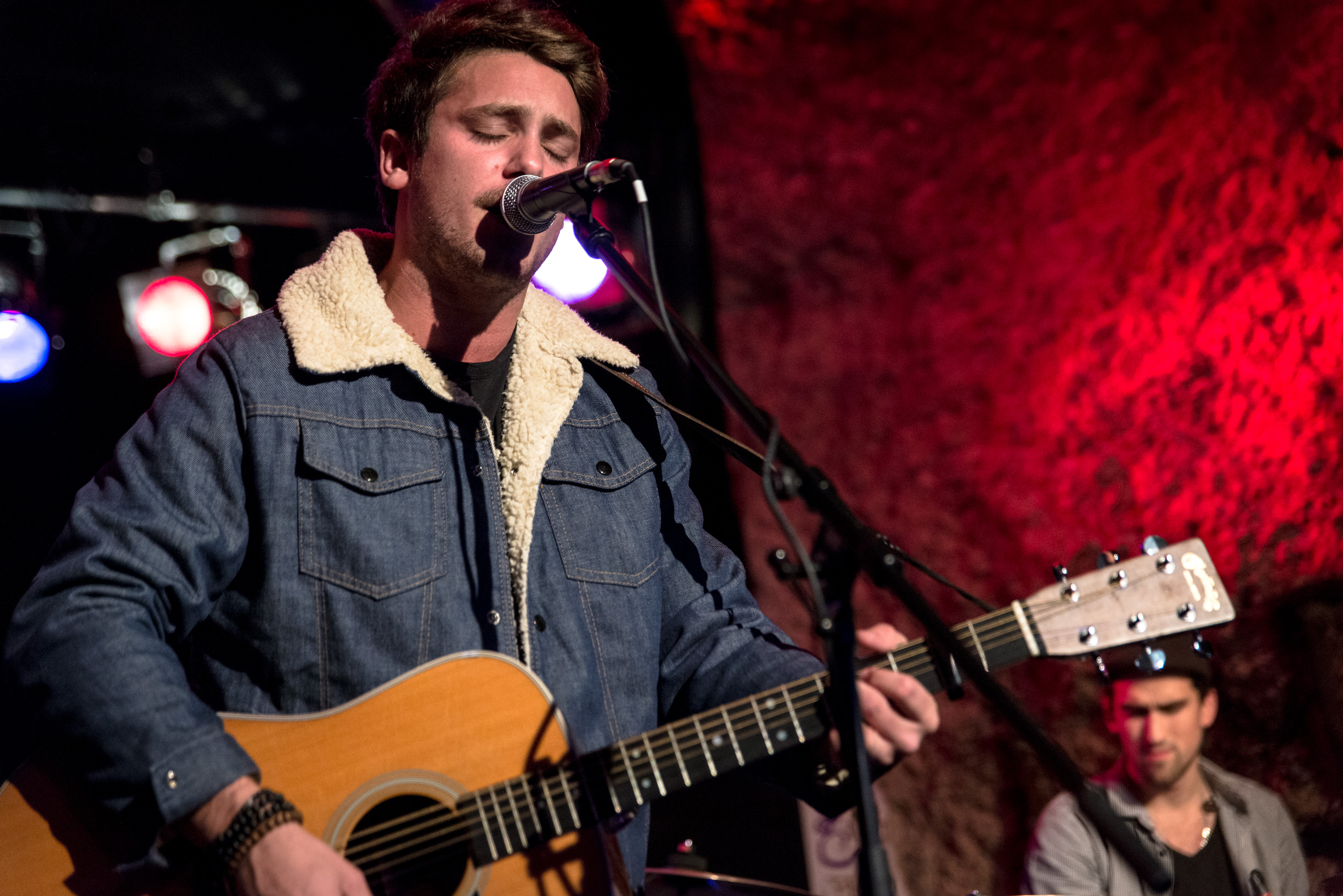
Bastian Baker (3)
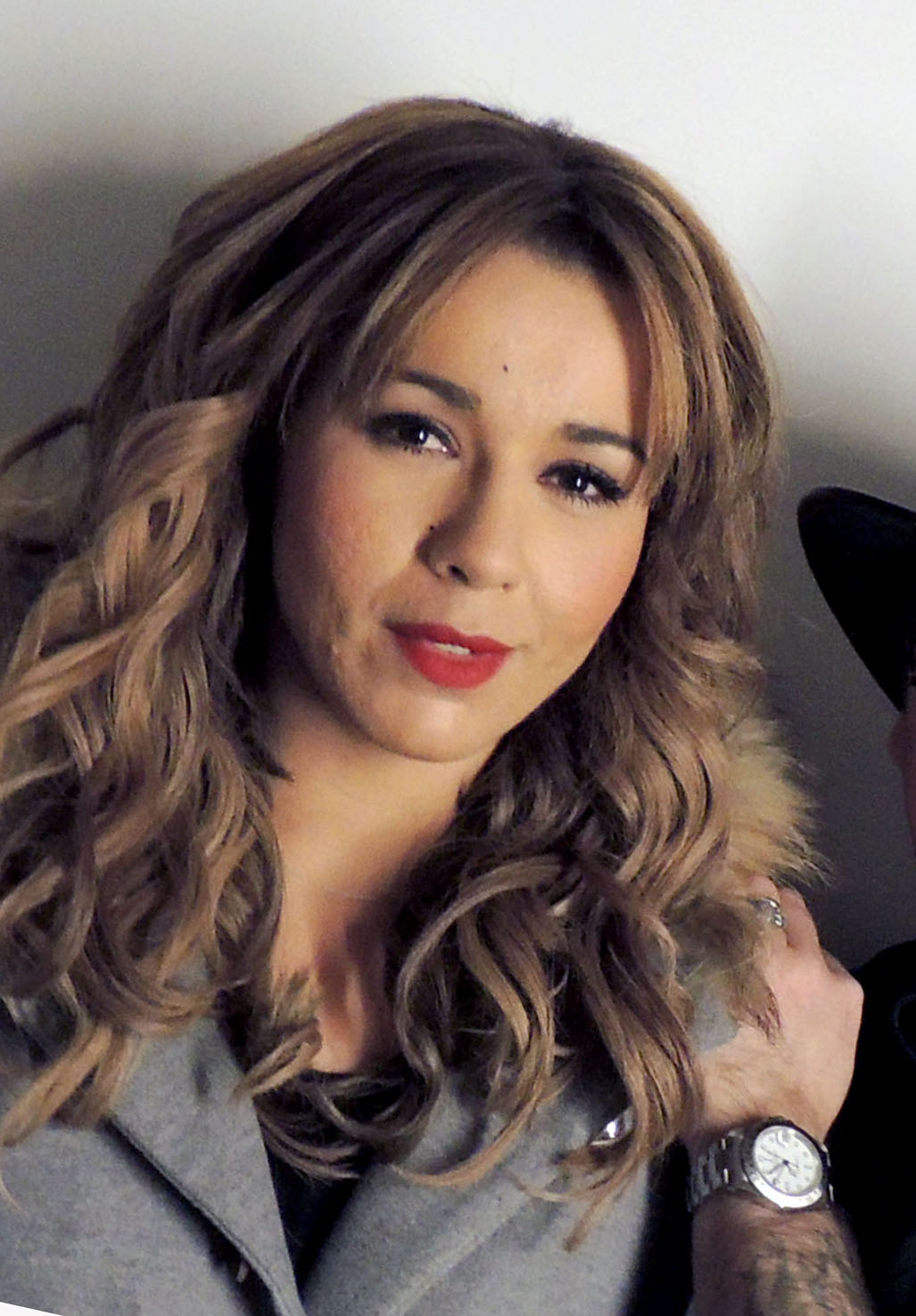
Chimène Badi (4)
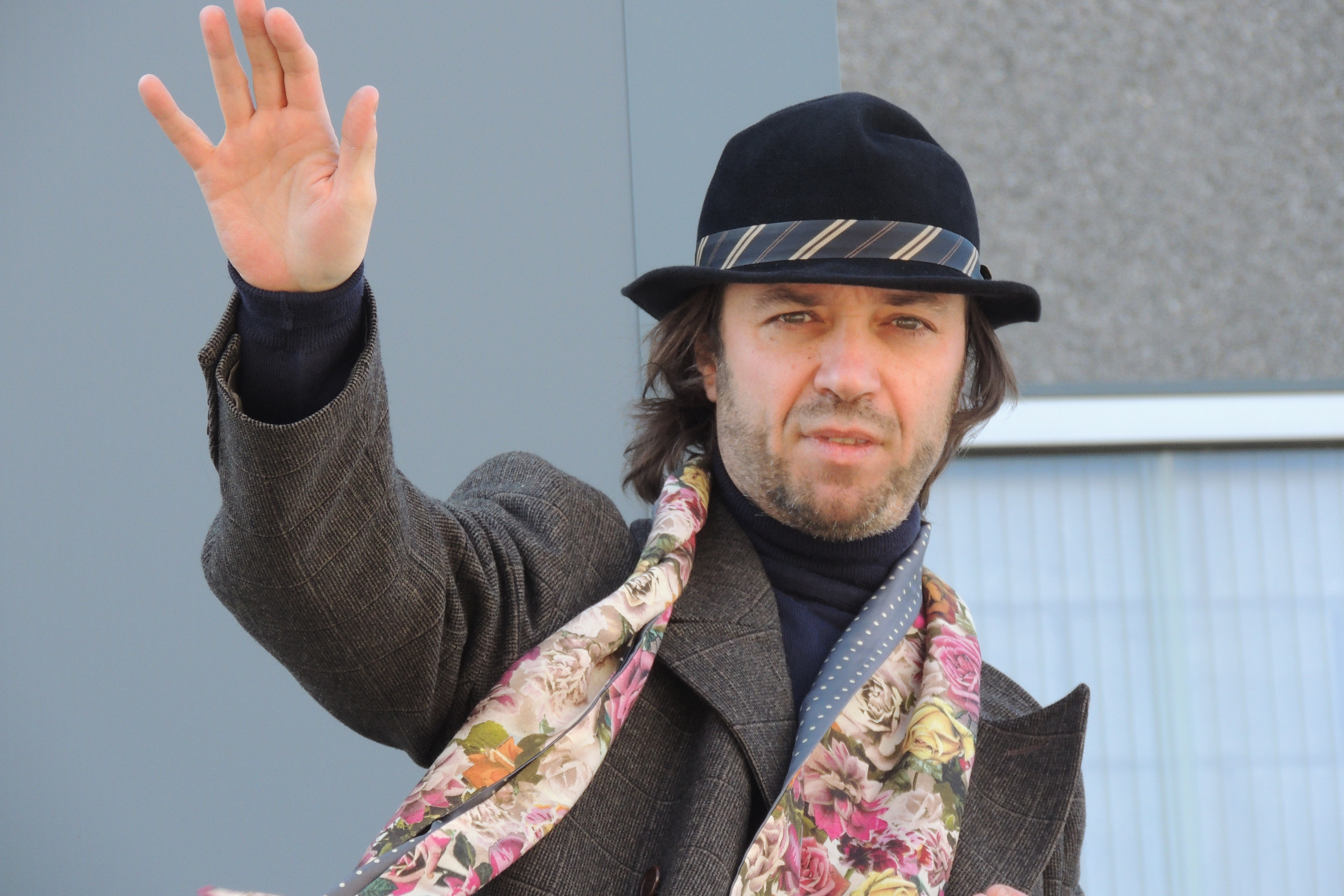
Stanislas (4-5)
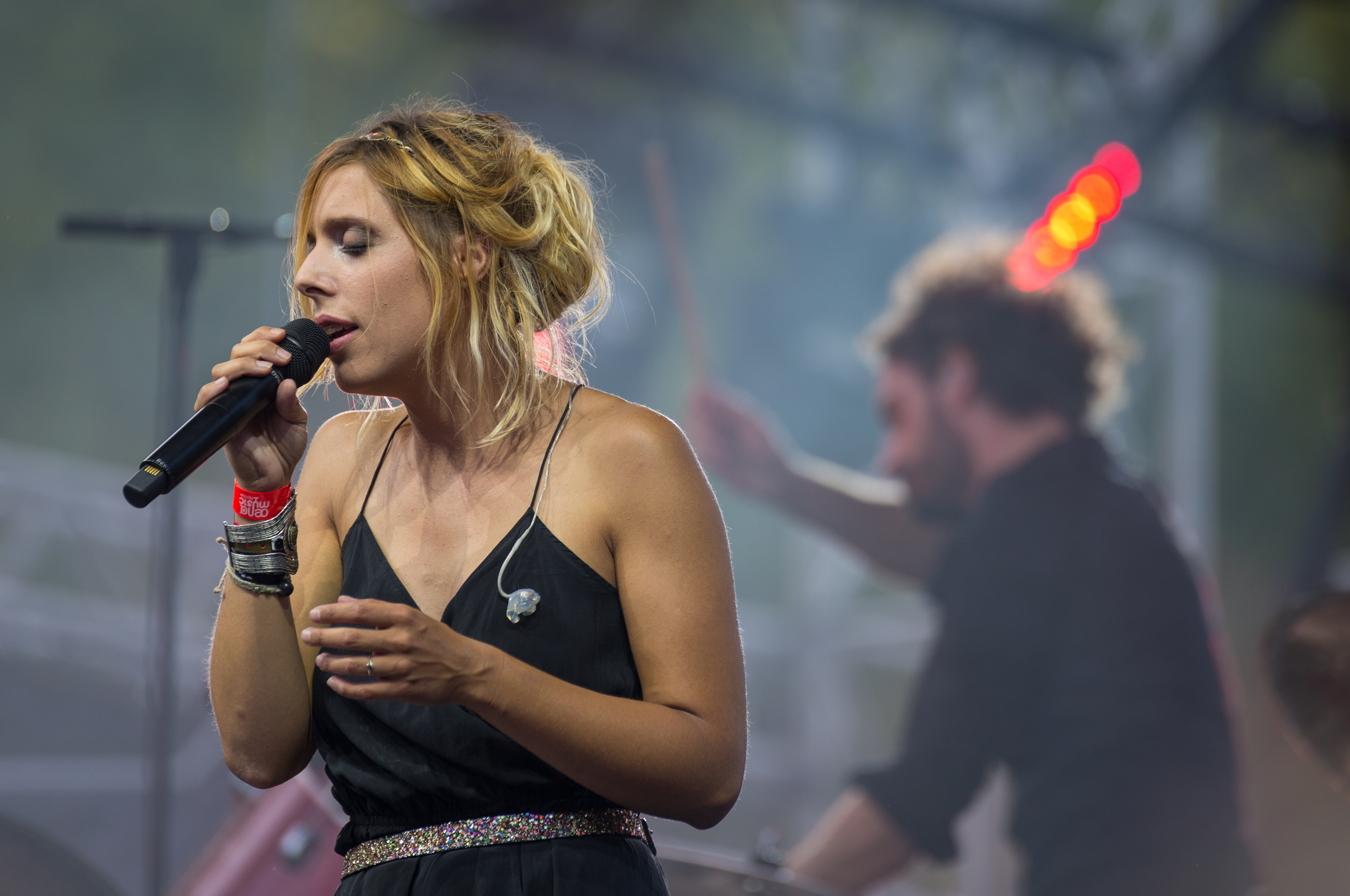
Cats on Trees (5)
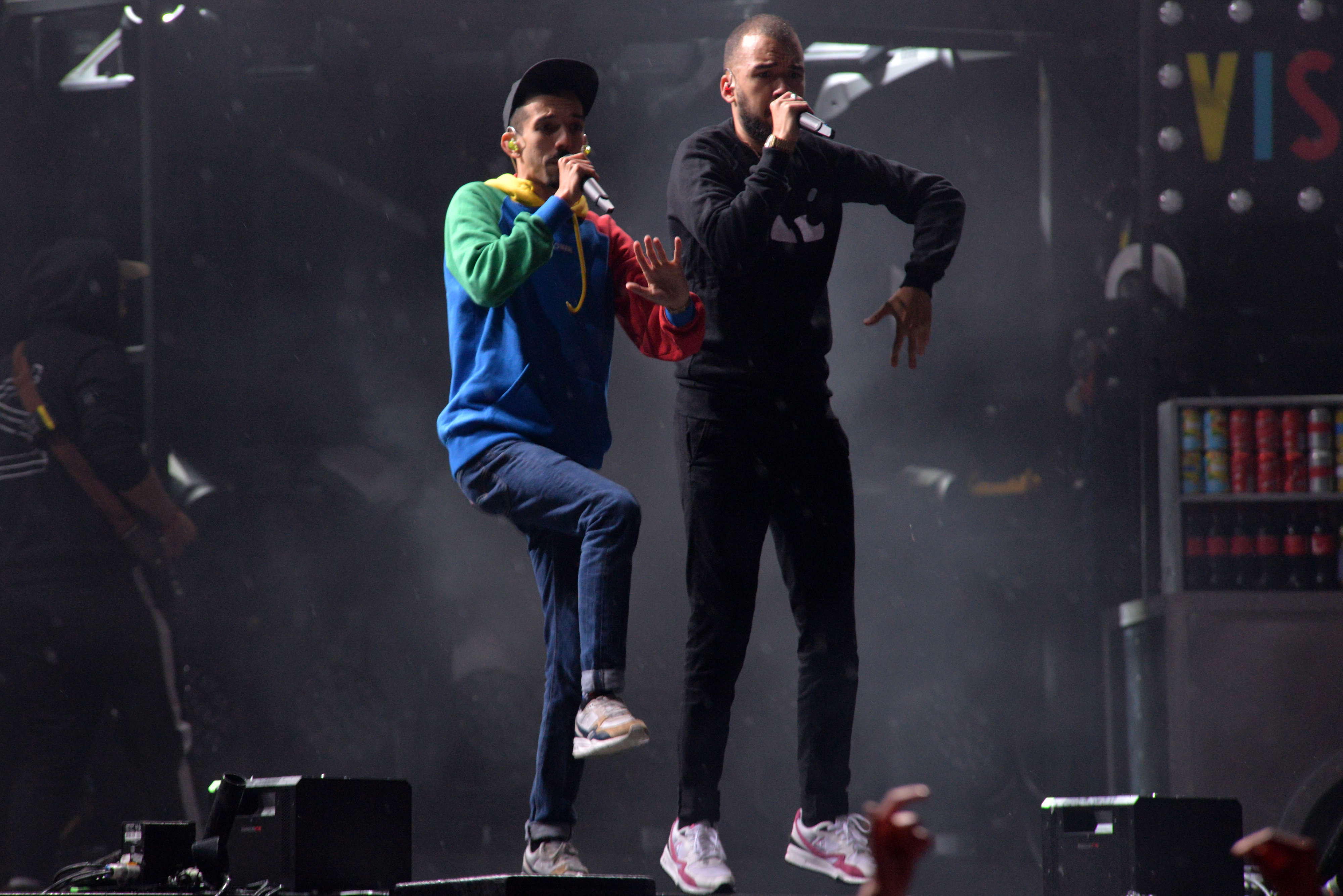
Bigflo & Oli (6)
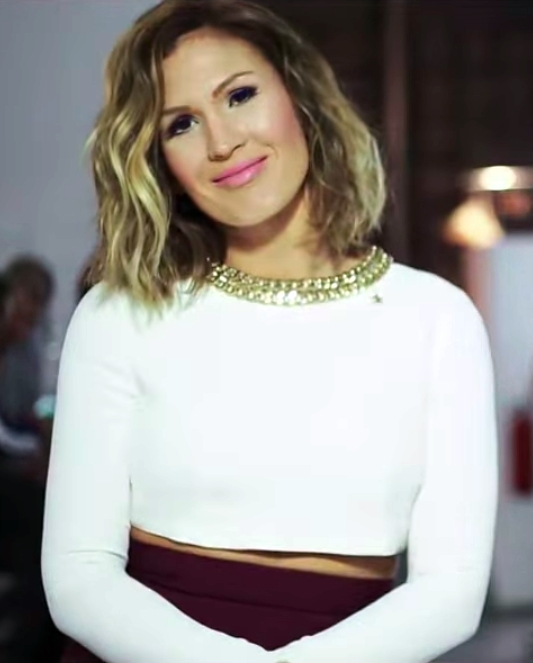
Vitaa (7-8)
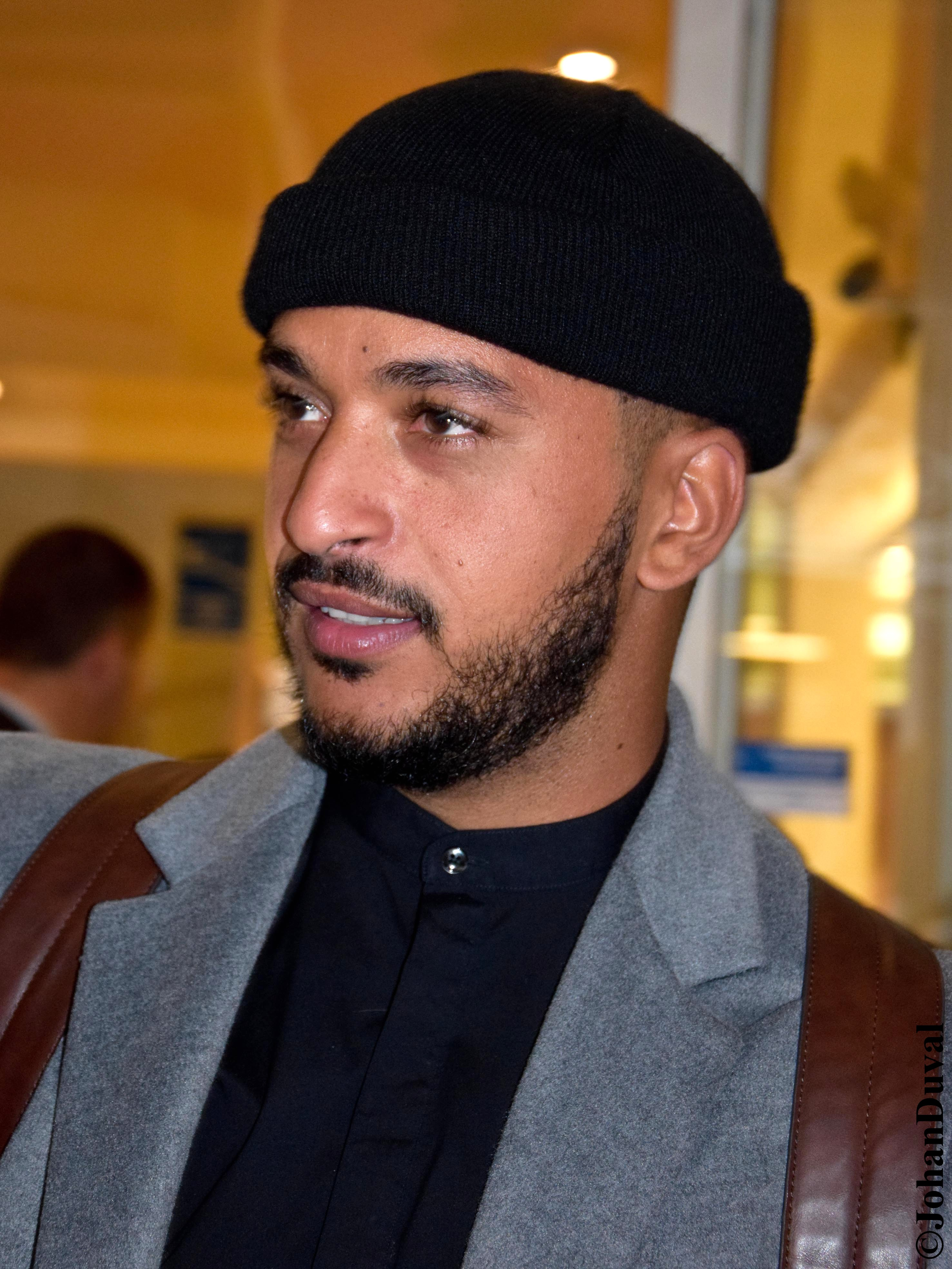
Slimane (7-8)
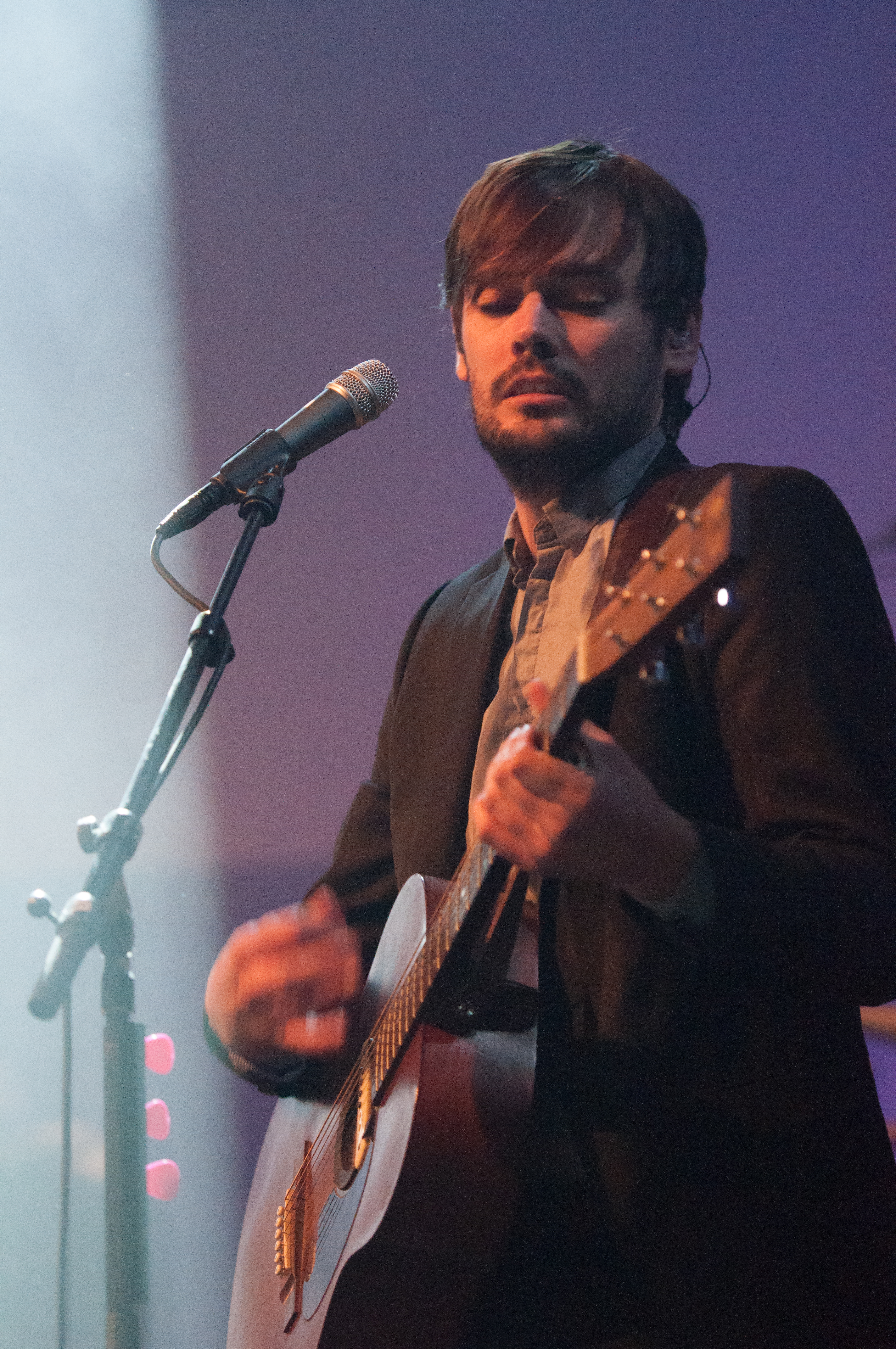
Matthew Irons (7-8)
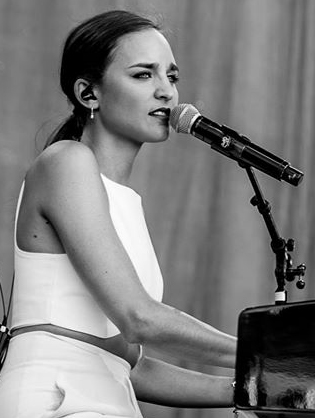
Typh Barrow (8-10)
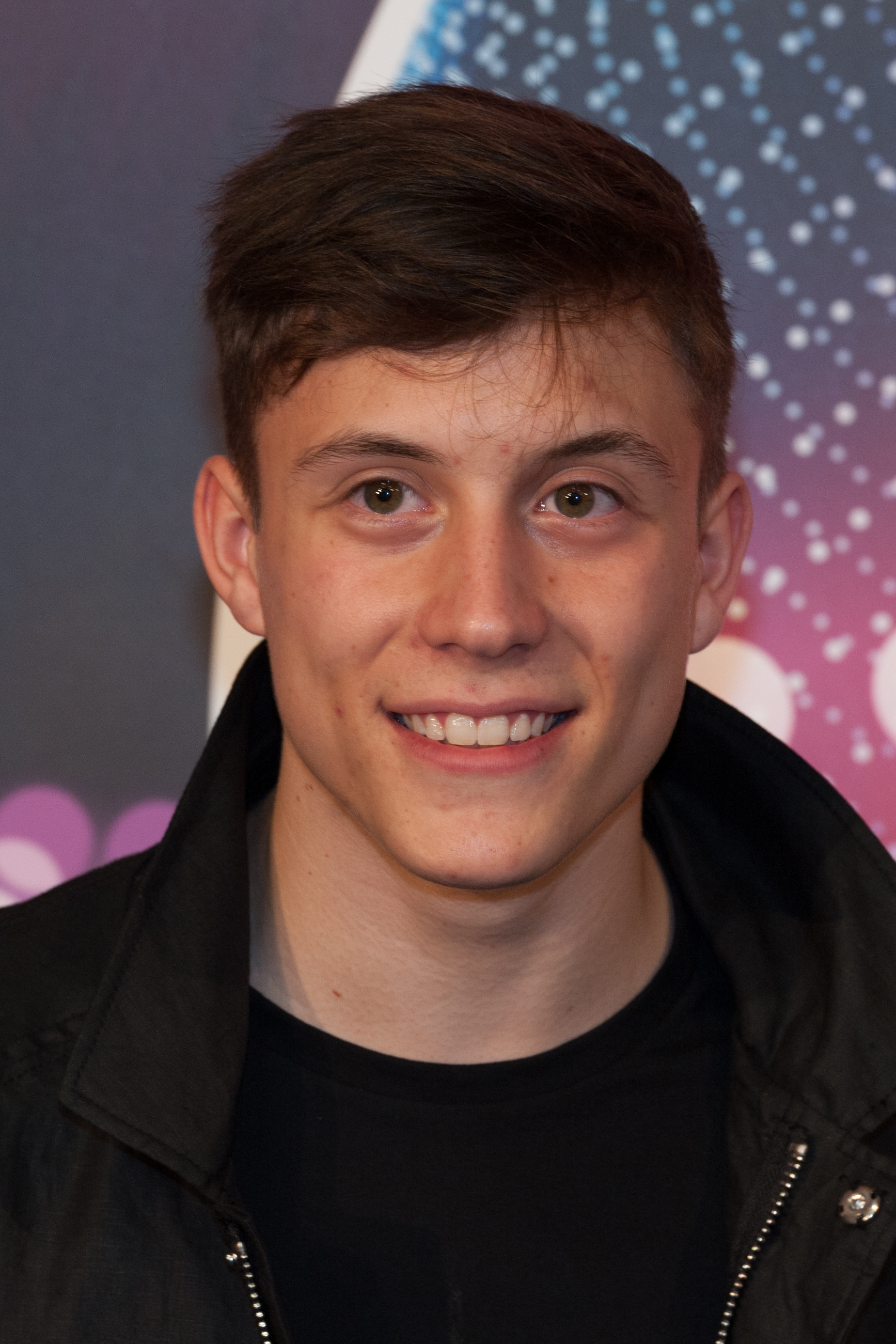
Loïc Nottet (9,12-)
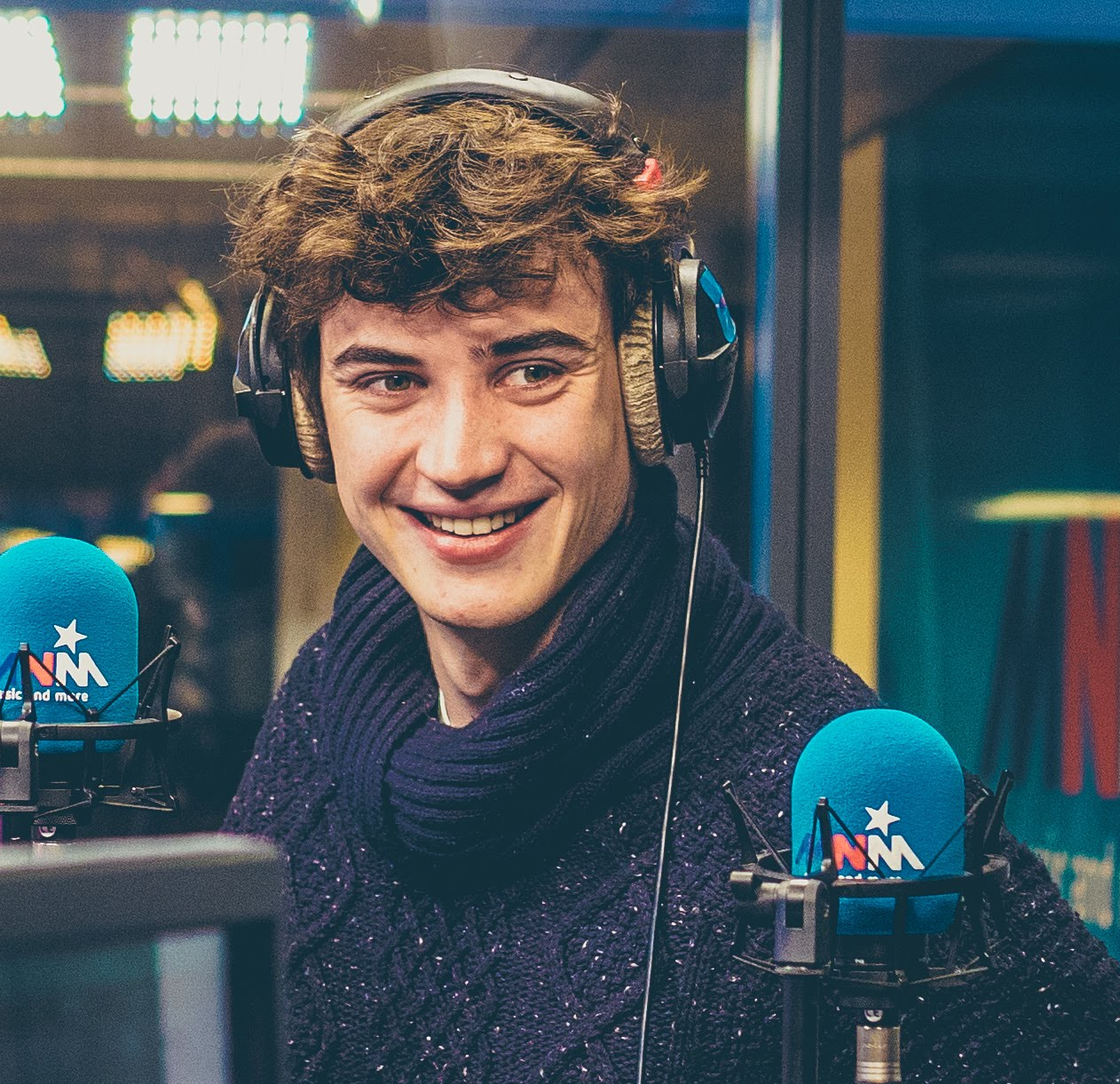
Henri PFR (9)
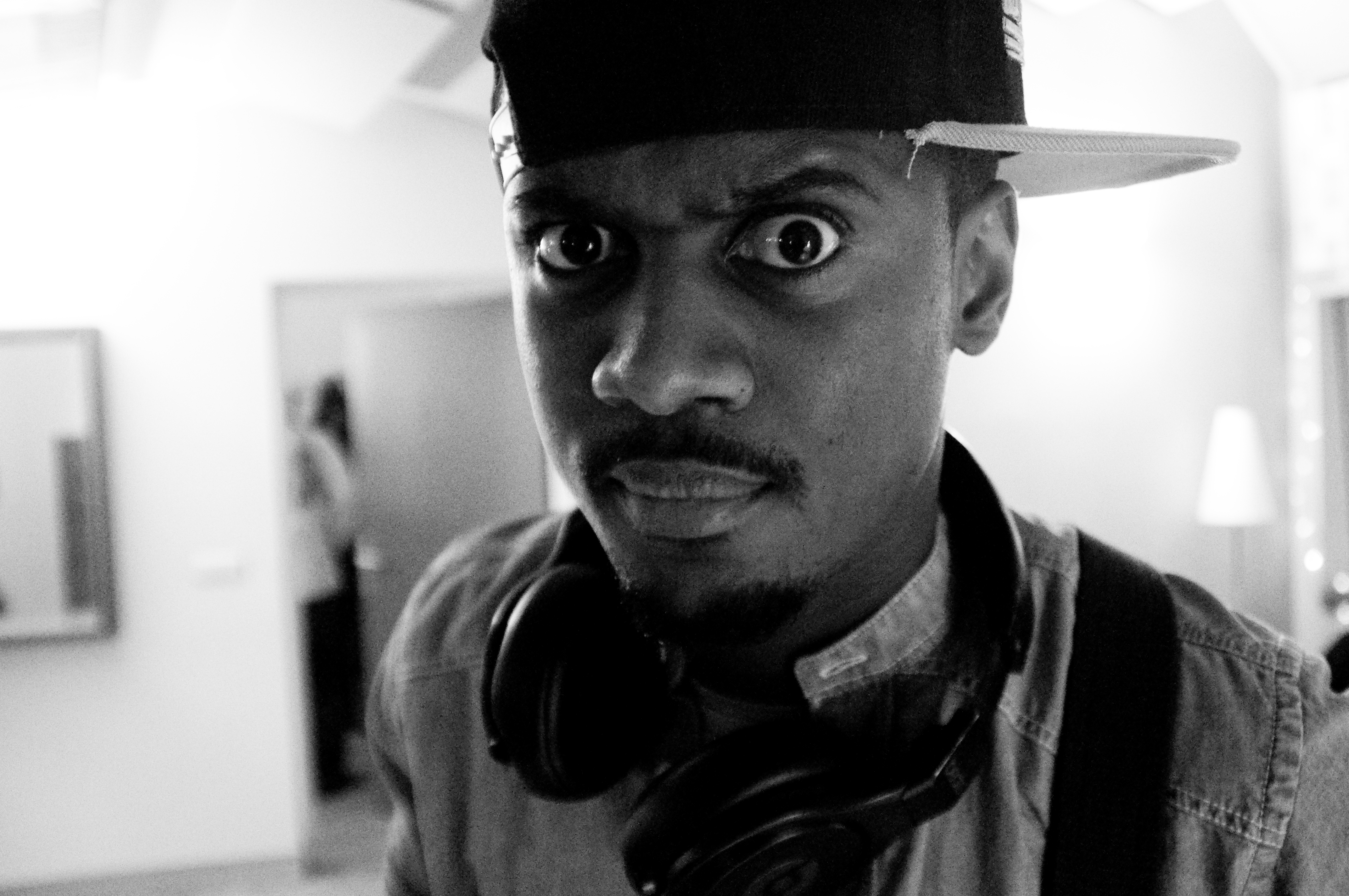
Black M (10)
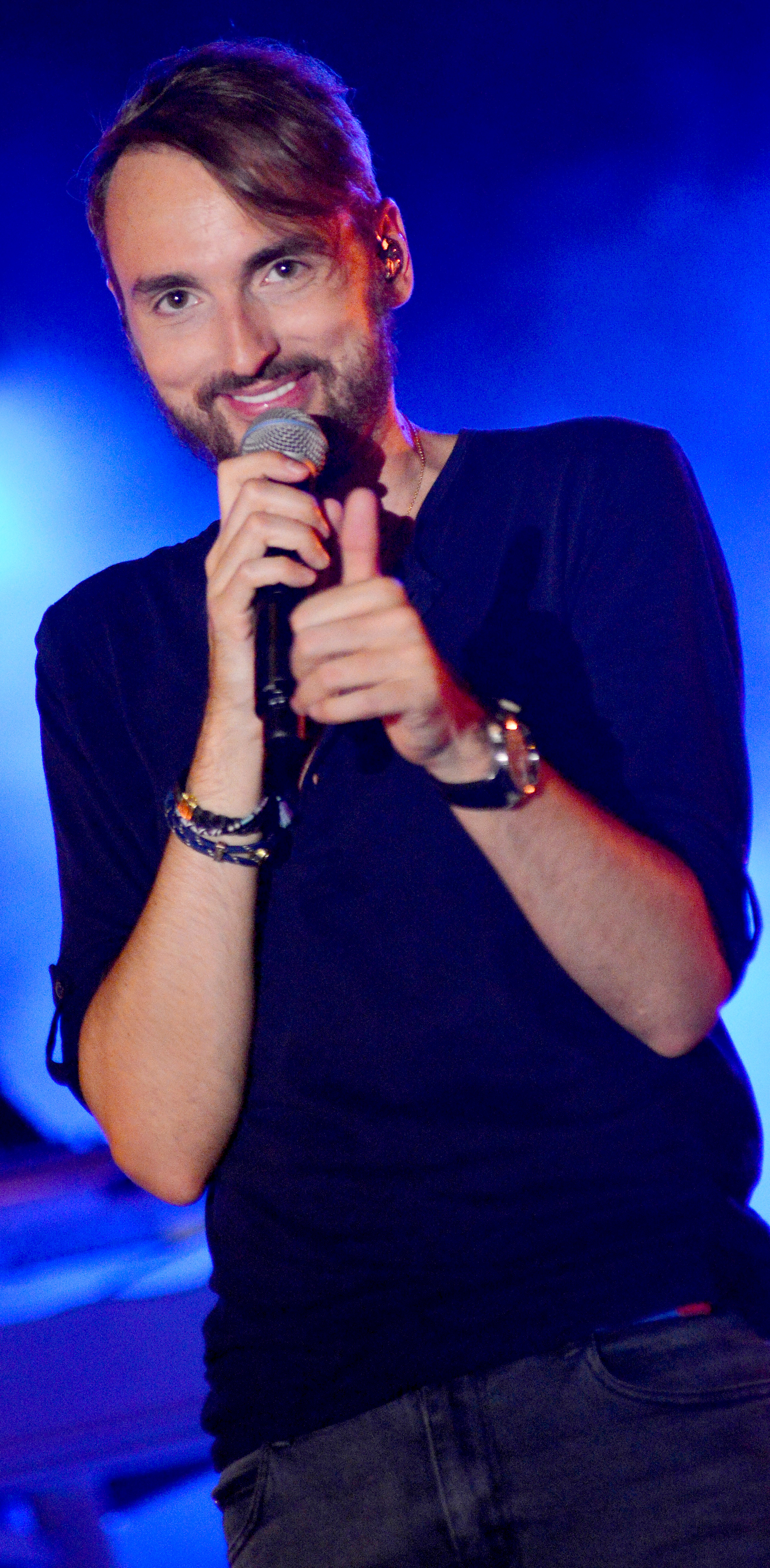
Christophe Willem (10-)
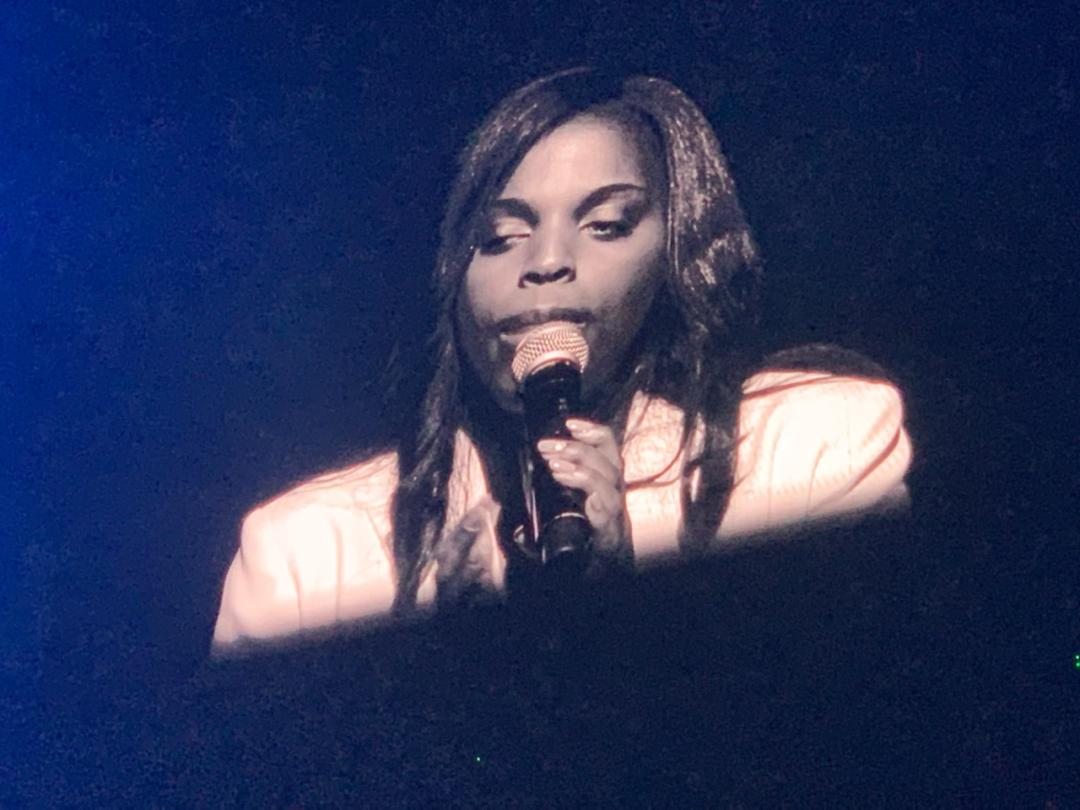
Mentissa (11)
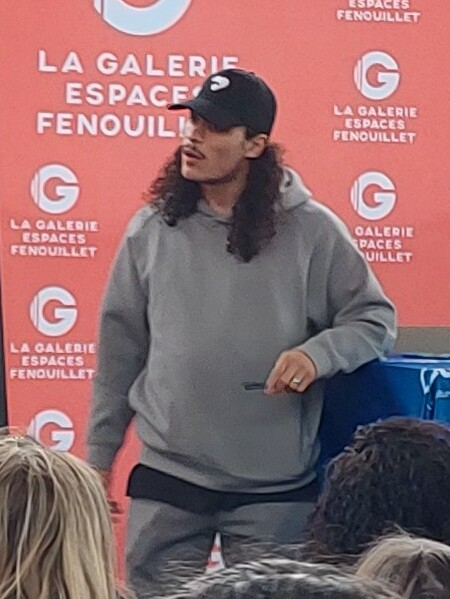
Hatik (11)
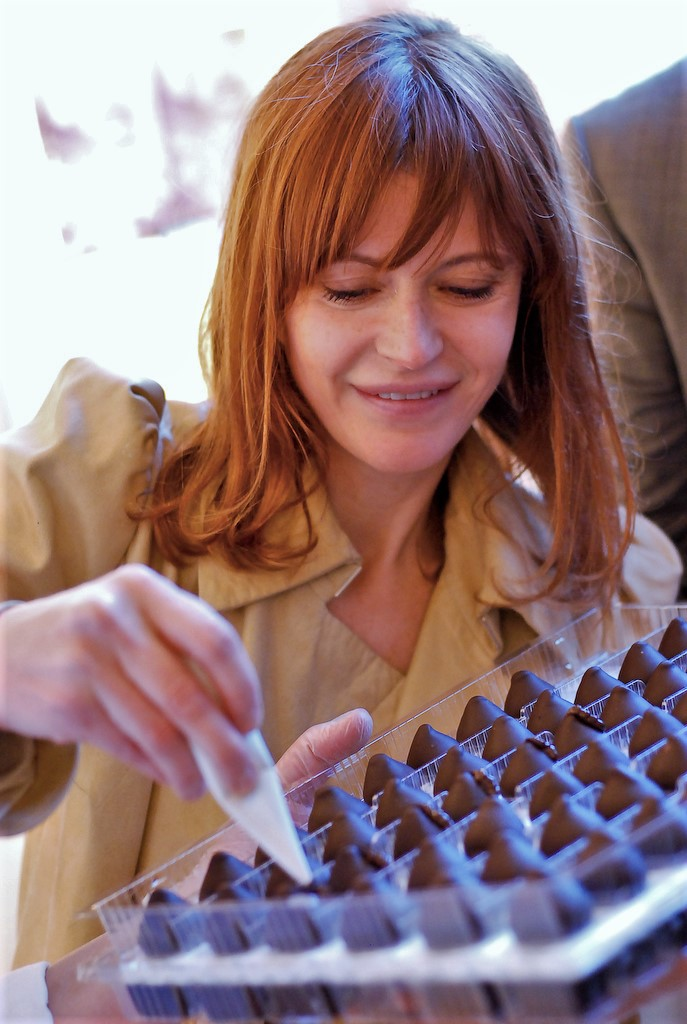
Axelle Red (12-)
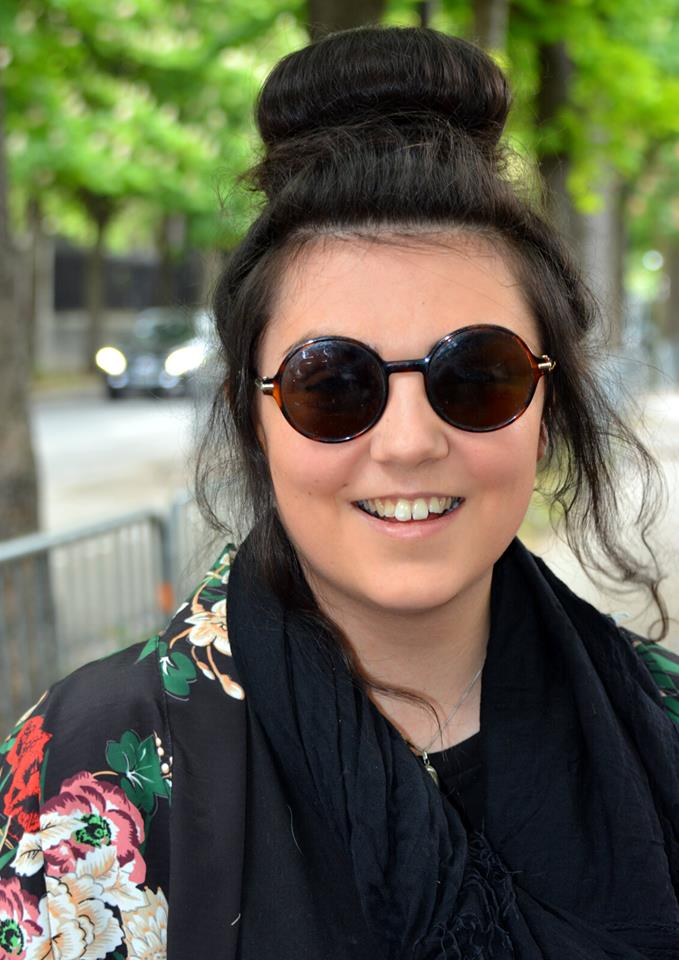
Hoshi (12-)

### Résumé des saisons
- Équipe Quentin
- Équipe Lio
- Équipe Joshua
- Équipe Beverly

- Équipe Marc
- Équipe Natasha
- Équipe Bastian
- Équipe Jali

- Équipe Chimène
- Équipe Stanislas
- Équipe Cats on Trees
- Équipe Bigflo & Oli

- Équipe Matthew
- Équipe Slimane
- Équipe Vitaa
- Équipe Typh

- Équipe Henri
- Équipe Loïc
- Équipe Black M
- Équipe Christophe

- Équipe Mentissa
- Équipe Hatik
- Équipe Axelle
- Équipe Hoshi

| Saison | Chaîne | Première         | Finale        | Vainqueur             | Deuxième              | Finalistes            | Finalistes            | Coach gagnant         | Présentateurs | Présentateurs  | Ordre des chaises des coachs | Ordre des chaises des coachs | Ordre des chaises des coachs | Ordre des chaises des coachs |
| Saison | Chaîne | Première         | Finale        | Vainqueur             | Deuxième              | Finalistes            | Finalistes            | Coach gagnant         | Principal     | Coulisses      | 1                            | 2                            | 3                            | 4                            |
| ------ | ------ | ---------------- | ------------- | --------------------- | --------------------- | --------------------- | --------------------- | --------------------- | ------------- | -------------- | ---------------------------- | ---------------------------- | ---------------------------- | ---------------------------- |
| 1      | La Une | 20 décembre 2011 | 10 avril 2012 | Roberto Bellarosa     | Renato Bennardo       | Daisy Hermans         | Giusy Piccarreta      | Quentin Mosimann      | Maureen Louys | Adrien Devyver | Quentin                      | Lio                          | Joshua                       | Beverly                      |
| 2      | La Une | 22 janvier 2013  | 7 mai 2013    | David Madi            | Robin Guérit          | Angy Sciacqua         | Michaël Meers         | Marc Pinilla          | Maureen Louys | Adrien Devyver | Marc                         | Beverly                      | Quentin                      | Natasha                      |
| 3      | La Une | 21 janvier 2014  | 5 mai 2014    | Laurent Pagna         | Loïc Nottet           | Julie Carpino         | Boris Motte           | Natasha St-Pier       | Maureen Louys | Adrien Devyver | Natasha                      | Marc                         | Beverly                      | Bastian                      |
| 4      | La Une | 20 janvier 2015  | 5 mai 2015    | Florent Brack         | Carmen Santamaria     | Thomas Damoiseaux     | Tatiana Trenogina     | Chimène Badi          | Maureen Louys | Walid          | Jali                         | Chimène                      | Beverly                      | Stanislas                    |
| 5      | La Une | 5 janvier 2016   | 19 avril 2016 | Laura Cartesiani      | Emma de Quick         | Olivier Kaye          | Christophe Wurm       | Beverly Jo Scott      | Maureen Louys | Walid          | Stanislas                    | Beverly                      | Quentin                      | Cats on Trees                |
| 6      | La Une | 10 janvier 2017  | 25 avril 2017 | Théophile Rénier      | Tyana Plewacki        | Julien Michel         | Oriane & Pierre       | Quentin Mosimann      | Maureen Louys | Walid          | Marc                         | Quentin                      | Beverly                      | Bigflo & Oli                 |
| 7      | La Une | 9 janvier 2018   | 24 avril 2018 | Valentine Brognion    | Jeff Danes            | Stéphanie Euphoria    | Soraya Slimani        | Matthew Irons         | Maureen Louys | Cécile Djunga  | Matthew                      | Beverly                      | Slimane                      | Vitaa                        |
| 8      | La Une | 8 janvier 2019   | 23 avril 2019 | Charlotte Foret       | Matteo Terzi          | Guillaume Vermeire    | Nicholas Brynin       | Matthew Irons         | Maureen Louys | NC             | Matthew                      | Typh                         | Slimane                      | Vitaa                        |
| 9      | La Une | 29 décembre 2020 | 13 avril 2021 | Jérémie Makiese       | Alice Van Eesbeeck    | Sonita Ojong          | Orlane Willems        | Beverly Jo Scott      | Maureen Louys | NC             | Henri                        | Beverly                      | Typh                         | Loïc                         |
| 10     | La Une | 28 décembre 2021 | 12 avril 2022 | Alec Golard           | Valentine Martens     | Maysha Capoul         | Sekina Bensiali       | Beverly Jo Scott      | Maureen Louys | Fanny Jandrain | Christophe                   | Beverly                      | Black M                      | Typh                         |
| 11     | La Une | 9 janvier 2024   | 23 avril 2024 | Emma Sorgato          | Alyah Lukunku         | Clément Corrillon     | Alexandre Houard      | Beverly Jo Scott      | Maureen Louys | NC             | Christophe                   | Mentissa                     | Hatik                        | Beverly                      |
| 12     | La Une | 2025             | 2025          | Saison en préparation | Saison en préparation | Saison en préparation | Saison en préparation | Saison en préparation | Jérémie Baise | NC             | Christophe                   | Hoshi                        | Loïc                         | Axelle                       |

## Palmarès

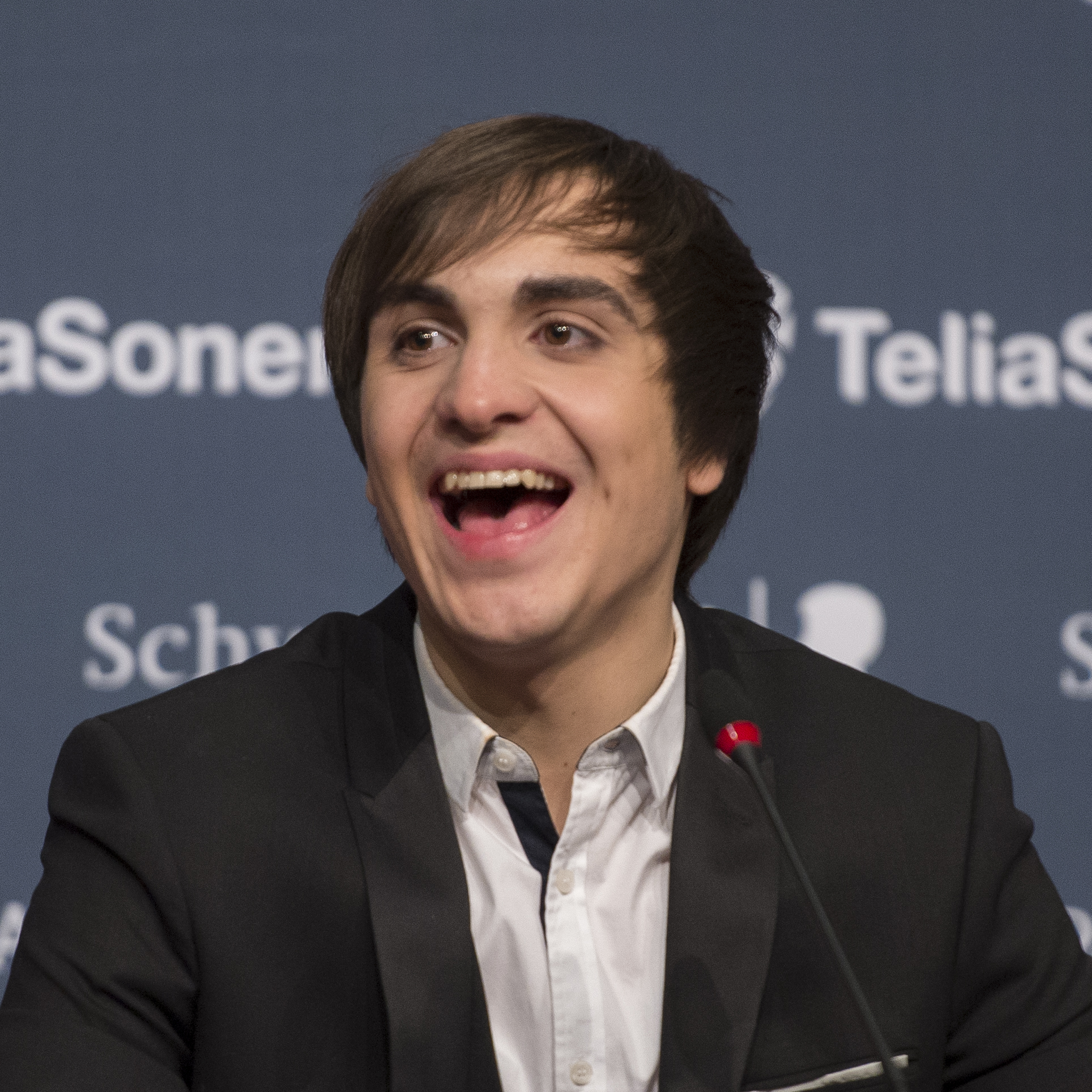
Roberto Bellarosa (Saison 1)
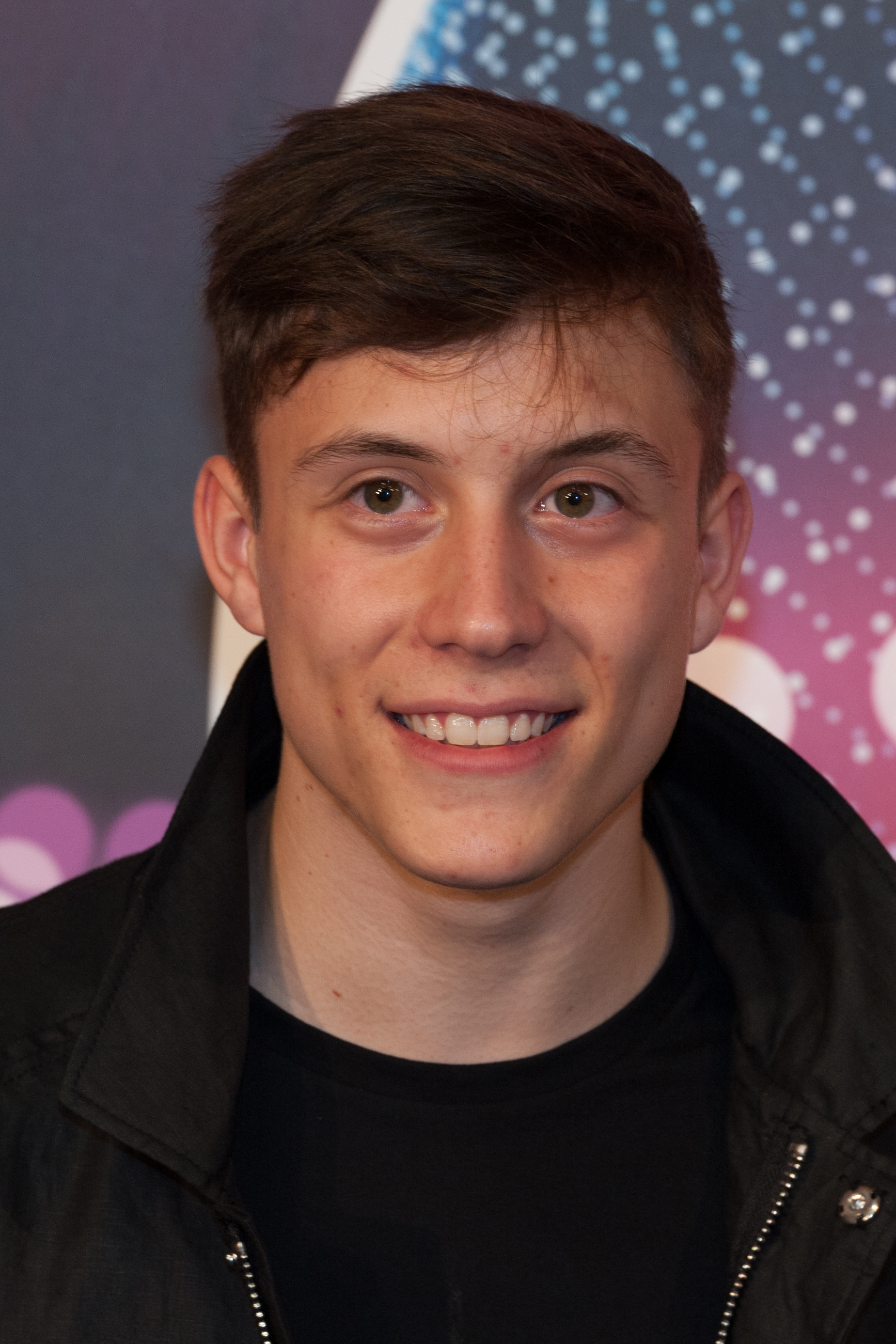
Loïc Nottet (Saison 3)
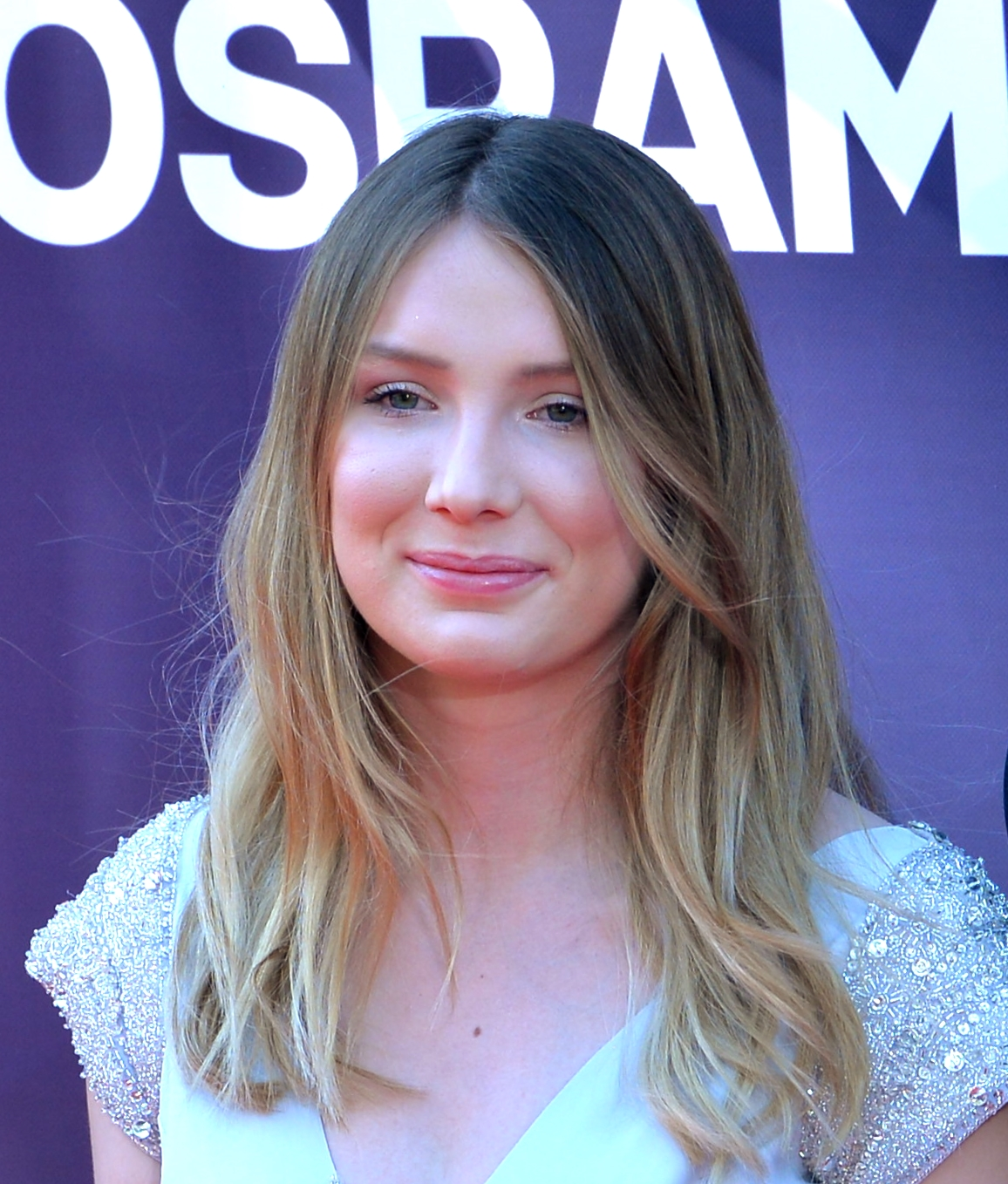
Blanche (Ellie Delvaux) (Saison 5)

Les candidats par équipe ayant atteint l'étape des lives sont indiqués dans le tableau ci-dessous.
| Coachs            | Saison             | Saison                    | Saison                | Saison                   | Saison               | Saison                             | Saison                      | Saison                | Saison                    | Saison                  | Saison                   | Saison |
| Coachs            | 1                  | 2                         | 3                     | 4                        | 5                    | 6                                  | 7                           | 8                     | 9                         | 10                      | 11                       | 12     |
| ----------------- | ------------------ | ------------------------- | --------------------- | ------------------------ | -------------------- | ---------------------------------- | --------------------------- | --------------------- | ------------------------- | ----------------------- | ------------------------ | ------ |
| Quentin Mosimann  | Roberto Bellarosa  | Michaël Meers             | —                     | —                        | Olivier Kaye         | Théophile Renier                   | —                           | —                     | —                         | —                       | —                        | —      |
| Quentin Mosimann  | Léonie Wasukulu    | Laura Diliberto           | —                     | —                        | Davide Manna         | François Gennart                   | —                           | —                     | —                         | —                       | —                        | —      |
| Quentin Mosimann  | Juliane Chleide    | Grazia Zambataro          | —                     | —                        | Prescillia Forthomme | Carla Katz                         | —                           | —                     | —                         | —                       | —                        | —      |
| Quentin Mosimann  | Luc De Wacter      | Kate O'Sullivan           | —                     | —                        | Marie Henrot         | Milla Vitali                       | —                           | —                     | —                         | —                       | —                        | —      |
| Quentin Mosimann  | Charlotte Moors    | Mélissa Dubois            | —                     | —                        | Andy Demaiffe        | Daniel Muzembe                     | —                           | —                     | —                         | —                       | —                        | —      |
| Quentin Mosimann  | Marco Celsi        | Véronique Capelle         | —                     | —                        | Lyssia Demeulenaere  | Perrine Prieur                     | —                           | —                     | —                         | —                       | —                        | —      |
| Quentin Mosimann  | Marco Celsi        | Elena Marin Avila         | —                     | —                        | Stéphanie Carvalho   | Angélie Lisman                     | —                           | —                     | —                         | —                       | —                        | —      |
| Quentin Mosimann  | Marco Celsi        | Mounia Hamra              | —                     | —                        | Sarah Boudou         | Margaux Coene                      | —                           | —                     | —                         | —                       | —                        | —      |
|                   |                    |                           |                       |                          |                      |                                    |                             |                       |                           |                         |                          |        |
| Lio               | Daisy Hermans      | —                         | —                     | —                        | —                    | —                                  | —                           | —                     | —                         | —                       | —                        | —      |
| Lio               | Simon Fosseprez    | —                         | —                     | —                        | —                    | —                                  | —                           | —                     | —                         | —                       | —                        | —      |
| Lio               | Caroline Bloukiaux | —                         | —                     | —                        | —                    | —                                  | —                           | —                     | —                         | —                       | —                        | —      |
| Lio               | Kevin Cools        | —                         | —                     | —                        | —                    | —                                  | —                           | —                     | —                         | —                       | —                        | —      |
| Lio               | Meggy Niessen      | —                         | —                     | —                        | —                    | —                                  | —                           | —                     | —                         | —                       | —                        | —      |
| Lio               | Dunia Moreno       | —                         | —                     | —                        | —                    | —                                  | —                           | —                     | —                         | —                       | —                        | —      |
|                   |                    |                           |                       |                          |                      |                                    |                             |                       |                           |                         |                          |        |
| Joshua            | Giusy Piccarreta   | —                         | —                     | —                        | —                    | —                                  | —                           | —                     | —                         | —                       | —                        | —      |
| Joshua            | Mathieu Duchêne    | —                         | —                     | —                        | —                    | —                                  | —                           | —                     | —                         | —                       | —                        | —      |
| Joshua            | Lubiana Kepaou     | —                         | —                     | —                        | —                    | —                                  | —                           | —                     | —                         | —                       | —                        | —      |
| Joshua            | Christian Aines    | —                         | —                     | —                        | —                    | —                                  | —                           | —                     | —                         | —                       | —                        | —      |
| Joshua            | Michel Colyn       | —                         | —                     | —                        | —                    | —                                  | —                           | —                     | —                         | —                       | —                        | —      |
| Joshua            | P-Jo               | —                         | —                     | —                        | —                    | —                                  | —                           | —                     | —                         | —                       | —                        | —      |
|                   |                    |                           |                       |                          |                      |                                    |                             |                       |                           |                         |                          |        |
| B.J. Scott        | Renato Bennardo    | Angy Sciacqua             | Loïc Nottet           | Carmen Araujo Santamaria | Laura Cartesiani     | Tyana Plewacki                     | Jeff Danes                  | —                     | Jérémie Makiese           | Alec Golard             | Emma Sorgato             | —      |
| B.J. Scott        | Julie Compagnon    | Loredana Castiglia        | Maxime Malevé         | Samuel de Noos           | Inès Bailly          | Livio Hans                         | Déborah Brull               | —                     | Elsa Puls                 | Raphaël Rufo            | Tiziano Greco            | —      |
| B.J. Scott        | Megan Giart        | Vanessa Castiglia         | Suzy Magnien          | Céline Strappazon        | Gil Teixeira         | Laura Curado                       | Léa Pochet                  | —                     | Mateo Rodriguez           | Nora Volon              | Miya El Hadi             | —      |
| B.J. Scott        | Caroline Gonda     | Alexandre Houart          | Kayla Galland         | Aurore Kirichouk         | Aline Oger           | Joséphine Le Grelle                | Fabiola Legrain             | —                     | Sevan Richard             | Adriana de Chavagnac    | Shelby Ouattara          | —      |
| B.J. Scott        | Stéphanie Hansen   | Théo Pollet               | Aline Stecker         | Dounia Jnioui            | Hervé Comerotte      | Emilio Amico                       | Philppe Lombert             | —                     | Vik Kizzy                 | Chloé Lopes Valadao     | Diogo De Almeida Fonseca | —      |
| B.J. Scott        | Maïkel Chauveau    | Audrey Lallemand          | Raphaël Galante       | Lawra Marzano            | Jonathan Viroux      | Eva Marx                           | Woddy Wittock               | —                     | Clara Moffroid            | Christopher Mingiedi    | Çiğdem Yönder            | —      |
| B.J. Scott        | Maïkel Chauveau    | Anne-Sophie Terschan      | Manon Hardy           | Jana Jordens             | Louise Parisis       | Tamara Legrand                     | Pierre Edel                 | —                     | Khadija Faber             | —                       | Princesse Taptchou Simo  | —      |
| B.J. Scott        | Maïkel Chauveau    | Maxime Votot              | Lionel Blum           | Félicia Mukendi          | Arnaud Sioen         | Pistice Yoka Mpela                 | Selim Boudraa               | —                     | Ziza Youssouf             | —                       | Florence Colacino        | —      |
|                   |                    |                           |                       |                          |                      |                                    |                             |                       |                           |                         |                          |        |
| Natasha St-Pier   | —                  | Robin Guérit              | Laurent Pagna         | —                        | —                    | —                                  | —                           | —                     | —                         | —                       | —                        | —      |
| Natasha St-Pier   | —                  | Manou Maerten             | Alice Dutoit          | —                        | —                    | —                                  | —                           | —                     | —                         | —                       | —                        | —      |
| Natasha St-Pier   | —                  | Antoine Innocent          | Manuel Marchetti      | —                        | —                    | —                                  | —                           | —                     | —                         | —                       | —                        | —      |
| Natasha St-Pier   | —                  | Elia Fragione             | Jean-Michel Kraus     | —                        | —                    | —                                  | —                           | —                     | —                         | —                       | —                        | —      |
| Natasha St-Pier   | —                  | Céline Boonen             | Tessa Dixson          | —                        | —                    | —                                  | —                           | —                     | —                         | —                       | —                        | —      |
| Natasha St-Pier   | —                  | Lisa Pezzuto              | Noémie Renuart        | —                        | —                    | —                                  | —                           | —                     | —                         | —                       | —                        | —      |
| Natasha St-Pier   | —                  | Tiziana Balsamo           | Eva Gonçalves         | —                        | —                    | —                                  | —                           | —                     | —                         | —                       | —                        | —      |
| Natasha St-Pier   | —                  | Lou-Marine Vanden Abeelen | Sahra Ben Kacem       | —                        | —                    | —                                  | —                           | —                     | —                         | —                       | —                        | —      |
|                   |                    |                           |                       |                          |                      |                                    |                             |                       |                           |                         |                          |        |
| Marc Pinilla      | —                  | David Madi                | Boris Motte           | —                        | —                    | Julien Michel                      | —                           | —                     | —                         | —                       | —                        | —      |
| Marc Pinilla      | —                  | Samuel Bosmans            | Philip Pliskin        | —                        | —                    | Céleste Corneliau                  | —                           | —                     | —                         | —                       | —                        | —      |
| Marc Pinilla      | —                  | Tatiana Didion            | Lindsay Ordonez       | —                        | —                    | Valentine Collinet                 | —                           | —                     | —                         | —                       | —                        | —      |
| Marc Pinilla      | —                  | André Tajchman            | Maxime Seclin         | —                        | —                    | Marine Delmotte                    | —                           | —                     | —                         | —                       | —                        | —      |
| Marc Pinilla      | —                  | Jennifer Hozay            | Tanaïssa Beer         | —                        | —                    | Bruno Di Carlo                     | —                           | —                     | —                         | —                       | —                        | —      |
| Marc Pinilla      | —                  | Ambre de Pierpont         | Laura Dikovec         | —                        | —                    | Vienna Pezzuto                     | —                           | —                     | —                         | —                       | —                        | —      |
| Marc Pinilla      | —                  | William Druet             | Cédric Toussaint      | —                        | —                    | Collin de Bruyne                   | —                           | —                     | —                         | —                       | —                        | —      |
| Marc Pinilla      | —                  | Célia Manzo               | Karolina Kulicka      | —                        | —                    | Leutrim Aliaj                      | —                           | —                     | —                         | —                       | —                        | —      |
|                   |                    |                           |                       |                          |                      |                                    |                             |                       |                           |                         |                          |        |
| Bastian Baker     | —                  | —                         | Julie Carpino         | —                        | —                    | —                                  | —                           | —                     | —                         | —                       | —                        | —      |
| Bastian Baker     | —                  | —                         | Thomas Vereecke       | —                        | —                    | —                                  | —                           | —                     | —                         | —                       | —                        | —      |
| Bastian Baker     | —                  | —                         | Raphaël Rozenfeld     | —                        | —                    | —                                  | —                           | —                     | —                         | —                       | —                        | —      |
| Bastian Baker     | —                  | —                         | Adeline Vanden Abeele | —                        | —                    | —                                  | —                           | —                     | —                         | —                       | —                        | —      |
| Bastian Baker     | —                  | —                         | Renata Skunczyk       | —                        | —                    | —                                  | —                           | —                     | —                         | —                       | —                        | —      |
| Bastian Baker     | —                  | —                         | Laura Saint Georges   | —                        | —                    | —                                  | —                           | —                     | —                         | —                       | —                        | —      |
| Bastian Baker     | —                  | —                         | Aurélie Boffé         | —                        | —                    | —                                  | —                           | —                     | —                         | —                       | —                        | —      |
| Bastian Baker     | —                  | —                         | Angel Milioto         | —                        | —                    | —                                  | —                           | —                     | —                         | —                       | —                        | —      |
|                   |                    |                           |                       |                          |                      |                                    |                             |                       |                           |                         |                          |        |
| Jali              | —                  | —                         | —                     | Thomas Damoiseaux        | —                    | —                                  | —                           | —                     | —                         | —                       | —                        | —      |
| Jali              | —                  | —                         | —                     | Barbara Hermans          | —                    | —                                  | —                           | —                     | —                         | —                       | —                        | —      |
| Jali              | —                  | —                         | —                     | Mathilde Hoslet          | —                    | —                                  | —                           | —                     | —                         | —                       | —                        | —      |
| Jali              | —                  | —                         | —                     | Marie Gaziaux            | —                    | —                                  | —                           | —                     | —                         | —                       | —                        | —      |
| Jali              | —                  | —                         | —                     | Kévin Van Eesbeek        | —                    | —                                  | —                           | —                     | —                         | —                       | —                        | —      |
| Jali              | —                  | —                         | —                     | Khalil Abtal             | —                    | —                                  | —                           | —                     | —                         | —                       | —                        | —      |
| Jali              | —                  | —                         | —                     | Miriana Buscemi          | —                    | —                                  | —                           | —                     | —                         | —                       | —                        | —      |
| Jali              | —                  | —                         | —                     | Justine Fizaine          | —                    | —                                  | —                           | —                     | —                         | —                       | —                        | —      |
|                   |                    |                           |                       |                          |                      |                                    |                             |                       |                           |                         |                          |        |
| Chimène Badi      | —                  | —                         | —                     | Florent Brack            | —                    | —                                  | —                           | —                     | —                         | —                       | —                        | —      |
| Chimène Badi      | —                  | —                         | —                     | Joke Leloux              | —                    | —                                  | —                           | —                     | —                         | —                       | —                        | —      |
| Chimène Badi      | —                  | —                         | —                     | Antoine Decocq           | —                    | —                                  | —                           | —                     | —                         | —                       | —                        | —      |
| Chimène Badi      | —                  | —                         | —                     | Jessy Douaire            | —                    | —                                  | —                           | —                     | —                         | —                       | —                        | —      |
| Chimène Badi      | —                  | —                         | —                     | Aurélie Boniver          | —                    | —                                  | —                           | —                     | —                         | —                       | —                        | —      |
| Chimène Badi      | —                  | —                         | —                     | Ambre Conté              | —                    | —                                  | —                           | —                     | —                         | —                       | —                        | —      |
| Chimène Badi      | —                  | —                         | —                     | Maïté Monard             | —                    | —                                  | —                           | —                     | —                         | —                       | —                        | —      |
| Chimène Badi      | —                  | —                         | —                     | Michaël Donato           | —                    | —                                  | —                           | —                     | —                         | —                       | —                        | —      |
|                   |                    |                           |                       |                          |                      |                                    |                             |                       |                           |                         |                          |        |
| Stanislas         | —                  | —                         | —                     | Tatiana Trenogina        | Emma de Quick        | —                                  | —                           | —                     | —                         | —                       | —                        | —      |
| Stanislas         | —                  | —                         | —                     | Amélie Williame          | Fanny Foguenne       | —                                  | —                           | —                     | —                         | —                       | —                        | —      |
| Stanislas         | —                  | —                         | —                     | Clément Vancraeynest     | Brigitte Thibaut     | —                                  | —                           | —                     | —                         | —                       | —                        | —      |
| Stanislas         | —                  | —                         | —                     | Nathalie Darimont        | Julien Feller        | —                                  | —                           | —                     | —                         | —                       | —                        | —      |
| Stanislas         | —                  | —                         | —                     | Juliette Van Vyge        | Tiffany Jakab        | —                                  | —                           | —                     | —                         | —                       | —                        | —      |
| Stanislas         | —                  | —                         | —                     | Coralie Derongé          | Belinda Iberhysaj    | —                                  | —                           | —                     | —                         | —                       | —                        | —      |
| Stanislas         | —                  | —                         | —                     | David Cage               | Séva Dothée          | —                                  | —                           | —                     | —                         | —                       | —                        | —      |
| Stanislas         | —                  | —                         | —                     | Mike Kadima              | Alexandre Diliberto  | —                                  | —                           | —                     | —                         | —                       | —                        | —      |
|                   |                    |                           |                       |                          |                      |                                    |                             |                       |                           |                         |                          |        |
| Cats on Trees     | —                  | —                         | —                     | —                        | Christophe Wurm      | —                                  | —                           | —                     | —                         | —                       | —                        | —      |
| Cats on Trees     | —                  | —                         | —                     | —                        | Pierre Lizée         | —                                  | —                           | —                     | —                         | —                       | —                        | —      |
| Cats on Trees     | —                  | —                         | —                     | —                        | Ellie Delvaux        | —                                  | —                           | —                     | —                         | —                       | —                        | —      |
| Cats on Trees     | —                  | —                         | —                     | —                        | Maéva Fiston         | —                                  | —                           | —                     | —                         | —                       | —                        | —      |
| Cats on Trees     | —                  | —                         | —                     | —                        | Virginie Cuffolo     | —                                  | —                           | —                     | —                         | —                       | —                        | —      |
| Cats on Trees     | —                  | —                         | —                     | —                        | Laura Dos Santos     | —                                  | —                           | —                     | —                         | —                       | —                        | —      |
| Cats on Trees     | —                  | —                         | —                     | —                        | Célestine Bastens    | —                                  | —                           | —                     | —                         | —                       | —                        | —      |
| Cats on Trees     | —                  | —                         | —                     | —                        | Bruno Zorzetto       | —                                  | —                           | —                     | —                         | —                       | —                        | —      |
|                   |                    |                           |                       |                          |                      |                                    |                             |                       |                           |                         |                          |        |
| Bigflo & Oli      | —                  | —                         | —                     | —                        | —                    | Oriane Simon et Pierre de Neuville | —                           | —                     | —                         | —                       | —                        | —      |
| Bigflo & Oli      | —                  | —                         | —                     | —                        | —                    | Marie Lenoir                       | —                           | —                     | —                         | —                       | —                        | —      |
| Bigflo & Oli      | —                  | —                         | —                     | —                        | —                    | Eloïse Delfosse                    | —                           | —                     | —                         | —                       | —                        | —      |
| Bigflo & Oli      | —                  | —                         | —                     | —                        | —                    | Lazaros Papadopoulos               | —                           | —                     | —                         | —                       | —                        | —      |
| Bigflo & Oli      | —                  | —                         | —                     | —                        | —                    | Tom Joway                          | —                           | —                     | —                         | —                       | —                        | —      |
| Bigflo & Oli      | —                  | —                         | —                     | —                        | —                    | Malamaténia Renard                 | —                           | —                     | —                         | —                       | —                        | —      |
| Bigflo & Oli      | —                  | —                         | —                     | —                        | —                    | Vanessa Issa                       | —                           | —                     | —                         | —                       | —                        | —      |
| Bigflo & Oli      | —                  | —                         | —                     | —                        | —                    | Fei-Lin Benoit                     | —                           | —                     | —                         | —                       | —                        | —      |
|                   |                    |                           |                       |                          |                      |                                    |                             |                       |                           |                         |                          |        |
| Vitaa             | —                  | —                         | —                     | —                        | —                    | —                                  | Stéphanie Euphoria          | Nicholas Brynin       | —                         | —                       | —                        | —      |
| Vitaa             | —                  | —                         | —                     | —                        | —                    | —                                  | Camille Schneyders          | Hilario Dos Santos    | —                         | —                       | —                        | —      |
| Vitaa             | —                  | —                         | —                     | —                        | —                    | —                                  | Sarah Zekhnini              | Jo-Ann Teope          | —                         | —                       | —                        | —      |
| Vitaa             | —                  | —                         | —                     | —                        | —                    | —                                  | Lejla Burazerovic           | Naïm Lallali          | —                         | —                       | —                        | —      |
| Vitaa             | —                  | —                         | —                     | —                        | —                    | —                                  | Anaïs Cambus                | Camille Poupet        | —                         | —                       | —                        | —      |
| Vitaa             | —                  | —                         | —                     | —                        | —                    | —                                  | Paak Kormongkolkul          | Emeline Tout Court    | —                         | —                       | —                        | —      |
| Vitaa             | —                  | —                         | —                     | —                        | —                    | —                                  | Mona Miozesky               | Max Montagne          | —                         | —                       | —                        | —      |
| Vitaa             | —                  | —                         | —                     | —                        | —                    | —                                  | Jonathan Thambye            | Baptiste Guidicelli   | —                         | —                       | —                        | —      |
|                   |                    |                           |                       |                          |                      |                                    |                             |                       |                           |                         |                          |        |
| Slimane           | —                  | —                         | —                     | —                        | —                    | —                                  | Soraya Slimani              | Guillaume Vermeire    | —                         | —                       | —                        | —      |
| Slimane           | —                  | —                         | —                     | —                        | —                    | —                                  | Adrien Binon                | Emmanuel Ibraim       | —                         | —                       | —                        | —      |
| Slimane           | —                  | —                         | —                     | —                        | —                    | —                                  | Andreia Rio                 | Sophie de Pireux      | —                         | —                       | —                        | —      |
| Slimane           | —                  | —                         | —                     | —                        | —                    | —                                  | Samuel Nagy                 | Juliette Moisan       | —                         | —                       | —                        | —      |
| Slimane           | —                  | —                         | —                     | —                        | —                    | —                                  | Marylène Corro              | Alice Spapen          | —                         | —                       | —                        | —      |
| Slimane           | —                  | —                         | —                     | —                        | —                    | —                                  | Maëla Warlet                | Arthur Meunier        | —                         | —                       | —                        | —      |
| Slimane           | —                  | —                         | —                     | —                        | —                    | —                                  | Luca Turco                  | Zainab Gahmrane       | —                         | —                       | —                        | —      |
| Slimane           | —                  | —                         | —                     | —                        | —                    | —                                  | Eliot Vassamillet           | Maëlle Lepeut         | —                         | —                       | —                        | —      |
|                   |                    |                           |                       |                          |                      |                                    |                             |                       |                           |                         |                          |        |
| Matthew Irons     | —                  | —                         | —                     | —                        | —                    | —                                  | Valentine Brognion          | Charlotte Foret       | —                         | —                       | —                        | —      |
| Matthew Irons     | —                  | —                         | —                     | —                        | —                    | —                                  | Estelle Pepinster           | Ola Polet             | —                         | —                       | —                        | —      |
| Matthew Irons     | —                  | —                         | —                     | —                        | —                    | —                                  | Marie-Cécile de Lhoneux     | Pavel Guershovitch    | —                         | —                       | —                        | —      |
| Matthew Irons     | —                  | —                         | —                     | —                        | —                    | —                                  | Lola Lippert                | Samir Ziatt           | —                         | —                       | —                        | —      |
| Matthew Irons     | —                  | —                         | —                     | —                        | —                    | —                                  | Yasha Deleeuw               | Luna van Den Hauwe    | —                         | —                       | —                        | —      |
| Matthew Irons     | —                  | —                         | —                     | —                        | —                    | —                                  | Sara Kobi                   | Youry Tilman          | —                         | —                       | —                        | —      |
| Matthew Irons     | —                  | —                         | —                     | —                        | —                    | —                                  | Nejla Belhaj                | Amanda Gielen         | —                         | —                       | —                        | —      |
| Matthew Irons     | —                  | —                         | —                     | —                        | —                    | —                                  | David-Adrian Porzio Mortera | Muriel D'Ailleurs     | —                         | —                       | —                        | —      |
|                   |                    |                           |                       |                          |                      |                                    |                             |                       |                           |                         |                          |        |
| Typh Barrow       | —                  | —                         | —                     | —                        | —                    | —                                  | —                           | Matteo Terzi          | Alice Van Eesbeeck        | Valentine Martens       | —                        | —      |
| Typh Barrow       | —                  | —                         | —                     | —                        | —                    | —                                  | —                           | Iris Hemazro          | Edith Pirard              | Diana Kovalova          | —                        | —      |
| Typh Barrow       | —                  | —                         | —                     | —                        | —                    | —                                  | —                           | Cloé Zimmer           | Jonas Gomes               | Zélia Ponthieu          | —                        | —      |
| Typh Barrow       | —                  | —                         | —                     | —                        | —                    | —                                  | —                           | Thomas Alfra          | Jérémy Delaunoy           | Mounir Abouroh          | —                        | —      |
| Typh Barrow       | —                  | —                         | —                     | —                        | —                    | —                                  | —                           | Jérémy Charron        | Bryan Limbourg            | Oan Warnon              | —                        | —      |
| Typh Barrow       | —                  | —                         | —                     | —                        | —                    | —                                  | —                           | Jean-Christian Muneza | Mathilde Goedermans       | Daniel Vincke           | —                        | —      |
| Typh Barrow       | —                  | —                         | —                     | —                        | —                    | —                                  | —                           | Byllel Benyahia       | Laysa Chennit             | —                       | —                        | —      |
| Typh Barrow       | —                  | —                         | —                     | —                        | —                    | —                                  | —                           | Romane Collin         | —                         | —                       | —                        | —      |
|                   |                    |                           |                       |                          |                      |                                    |                             |                       |                           |                         |                          |        |
| Henri PFR         | —                  | —                         | —                     | —                        | —                    | —                                  | —                           | —                     | Sonita Ojong              | —                       | —                        | —      |
| Henri PFR         | —                  | —                         | —                     | —                        | —                    | —                                  | —                           | —                     | Lou Boland                | —                       | —                        | —      |
| Henri PFR         | —                  | —                         | —                     | —                        | —                    | —                                  | —                           | —                     | TK Russel                 | —                       | —                        | —      |
| Henri PFR         | —                  | —                         | —                     | —                        | —                    | —                                  | —                           | —                     | Hasmik Shirinyan          | —                       | —                        | —      |
| Henri PFR         | —                  | —                         | —                     | —                        | —                    | —                                  | —                           | —                     | Jennifer Malengela        | —                       | —                        | —      |
| Henri PFR         | —                  | —                         | —                     | —                        | —                    | —                                  | —                           | —                     | Dania Barrtoloméo         | —                       | —                        | —      |
| Henri PFR         | —                  | —                         | —                     | —                        | —                    | —                                  | —                           | —                     | Quentin Henri             | —                       | —                        | —      |
| Henri PFR         | —                  | —                         | —                     | —                        | —                    | —                                  | —                           | —                     | Barbara Candolini         | —                       | —                        | —      |
| Henri PFR         | —                  | —                         | —                     | —                        | —                    | —                                  | —                           | —                     | Mamadou "Douma" Ba        | —                       | —                        | —      |
|                   |                    |                           |                       |                          |                      |                                    |                             |                       |                           |                         |                          |        |
| Loïc Nottet       | —                  | —                         | —                     | —                        | —                    | —                                  | —                           | —                     | Orlane Willems            | —                       | —                        |        |
| Loïc Nottet       | —                  | —                         | —                     | —                        | —                    | —                                  | —                           | —                     | Joséphine Ugeux Remy      | —                       | —                        |        |
| Loïc Nottet       | —                  | —                         | —                     | —                        | —                    | —                                  | —                           | —                     | Mathias de Vleeschouwer   | —                       | —                        |        |
| Loïc Nottet       | —                  | —                         | —                     | —                        | —                    | —                                  | —                           | —                     | Thomas Lieben             | —                       | —                        |        |
| Loïc Nottet       | —                  | —                         | —                     | —                        | —                    | —                                  | —                           | —                     | Tissène Badi              | —                       | —                        |        |
| Loïc Nottet       | —                  | —                         | —                     | —                        | —                    | —                                  | —                           | —                     | Macha Azarkadon           | —                       | —                        |        |
| Loïc Nottet       | —                  | —                         | —                     | —                        | —                    | —                                  | —                           | —                     | Maira "Belassa" Belkouaci | —                       | —                        |        |
| Loïc Nottet       | —                  | —                         | —                     | —                        | —                    | —                                  | —                           | —                     | Bradley Kasongo           | —                       | —                        |        |
|                   |                    |                           |                       |                          |                      |                                    |                             |                       |                           |                         |                          |        |
| Black M           | —                  | —                         | —                     | —                        | —                    | —                                  | —                           | —                     | —                         | Sekina Bensiali         | —                        | —      |
| Black M           | —                  | —                         | —                     | —                        | —                    | —                                  | —                           | —                     | —                         | Valentin Sortino        | —                        | —      |
| Black M           | —                  | —                         | —                     | —                        | —                    | —                                  | —                           | —                     | —                         | Anae Bida               | —                        | —      |
| Black M           | —                  | —                         | —                     | —                        | —                    | —                                  | —                           | —                     | —                         | Roxane Taquet           | —                        | —      |
| Black M           | —                  | —                         | —                     | —                        | —                    | —                                  | —                           | —                     | —                         | Levandé                 | —                        | —      |
| Black M           | —                  | —                         | —                     | —                        | —                    | —                                  | —                           | —                     | —                         | Saphyra Malulu Buanda   | —                        | —      |
|                   |                    |                           |                       |                          |                      |                                    |                             |                       |                           |                         |                          |        |
| Christophe Willem | —                  | —                         | —                     | —                        | —                    | —                                  | —                           | —                     | —                         | Maysha Capoul           | Clément Corillon         |        |
| Christophe Willem | —                  | —                         | —                     | —                        | —                    | —                                  | —                           | —                     | —                         | Rosalie Vancauwenberghe | Selena Gasore            |        |
| Christophe Willem | —                  | —                         | —                     | —                        | —                    | —                                  | —                           | —                     | —                         | Arthmony                | Maxime Ukwishaka         |        |
| Christophe Willem | —                  | —                         | —                     | —                        | —                    | —                                  | —                           | —                     | —                         | Enola Elearts           | Nikie Vinck              |        |
| Christophe Willem | —                  | —                         | —                     | —                        | —                    | —                                  | —                           | —                     | —                         | Manal Ermichi           | Marika Mantia            |        |
| Christophe Willem | —                  | —                         | —                     | —                        | —                    | —                                  | —                           | —                     | —                         | Maréva Poaty            | Sandy Bakomi             |        |
| Christophe Willem | —                  | —                         | —                     | —                        | —                    | —                                  | —                           | —                     | —                         | Iris Fournier           | Maestrina                |        |
| Christophe Willem | —                  | —                         | —                     | —                        | —                    | —                                  | —                           | —                     | —                         | —                       | Jacques Lemière          |        |
|                   |                    |                           |                       |                          |                      |                                    |                             |                       |                           |                         |                          |        |
| Hatik             | —                  | —                         | —                     | —                        | —                    | —                                  | —                           | —                     | —                         | —                       | Alyah Lukunku            | —      |
| Hatik             | —                  | —                         | —                     | —                        | —                    | —                                  | —                           | —                     | —                         | —                       | Bart Kobain              | —      |
| Hatik             | —                  | —                         | —                     | —                        | —                    | —                                  | —                           | —                     | —                         | —                       | Naomi Amore              | —      |
| Hatik             | —                  | —                         | —                     | —                        | —                    | —                                  | —                           | —                     | —                         | —                       | Tamera Petaroscia        | —      |
| Hatik             | —                  | —                         | —                     | —                        | —                    | —                                  | —                           | —                     | —                         | —                       | Eléa Choustoulakis       | —      |
| Hatik             | —                  | —                         | —                     | —                        | —                    | —                                  | —                           | —                     | —                         | —                       | Tom Correia de Oliveira  | —      |
| Hatik             | —                  | —                         | —                     | —                        | —                    | —                                  | —                           | —                     | —                         | —                       | Cécilia Quiroga Garcia   | —      |
| Hatik             | —                  | —                         | —                     | —                        | —                    | —                                  | —                           | —                     | —                         | —                       | Veton Rexhbogaj          | —      |
|                   |                    |                           |                       |                          |                      |                                    |                             |                       |                           |                         |                          |        |
| Mentissa          | —                  | —                         | —                     | —                        | —                    | —                                  | —                           | —                     | —                         | —                       | Alexandre Houard         | —      |
| Mentissa          | —                  | —                         | —                     | —                        | —                    | —                                  | —                           | —                     | —                         | —                       | Louisa Gerard            | —      |
| Mentissa          | —                  | —                         | —                     | —                        | —                    | —                                  | —                           | —                     | —                         | —                       | Jasper Publie            | —      |
| Mentissa          | —                  | —                         | —                     | —                        | —                    | —                                  | —                           | —                     | —                         | —                       | Victoria Lechanteur      | —      |
| Mentissa          | —                  | —                         | —                     | —                        | —                    | —                                  | —                           | —                     | —                         | —                       | Zoé Arnould Siroul       | —      |
| Mentissa          | —                  | —                         | —                     | —                        | —                    | —                                  | —                           | —                     | —                         | —                       | Marie Alexandre          | —      |
| Mentissa          | —                  | —                         | —                     | —                        | —                    | —                                  | —                           | —                     | —                         | —                       | Valentin Vertessen       | —      |
| Mentissa          | —                  | —                         | —                     | —                        | —                    | —                                  | —                           | —                     | —                         | —                       | Herisoa Randriatsizafy   | —      |
|                   |                    |                           |                       |                          |                      |                                    |                             |                       |                           |                         |                          |        |
| Axelle Red        | —                  | —                         | —                     | —                        | —                    | —                                  | —                           | —                     | —                         | —                       | —                        |        |
| Axelle Red        | —                  | —                         | —                     | —                        | —                    | —                                  | —                           | —                     | —                         | —                       | —                        |        |
| Axelle Red        | —                  | —                         | —                     | —                        | —                    | —                                  | —                           | —                     | —                         | —                       | —                        |        |
| Axelle Red        | —                  | —                         | —                     | —                        | —                    | —                                  | —                           | —                     | —                         | —                       | —                        |        |
| Axelle Red        | —                  | —                         | —                     | —                        | —                    | —                                  | —                           | —                     | —                         | —                       | —                        |        |
| Axelle Red        | —                  | —                         | —                     | —                        | —                    | —                                  | —                           | —                     | —                         | —                       | —                        |        |
| Axelle Red        | —                  | —                         | —                     | —                        | —                    | —                                  | —                           | —                     | —                         | —                       | —                        |        |
| Axelle Red        | —                  | —                         | —                     | —                        | —                    | —                                  | —                           | —                     | —                         | —                       | —                        |        |
|                   |                    |                           |                       |                          |                      |                                    |                             |                       |                           |                         |                          |        |
| Hoshi             | —                  | —                         | —                     | —                        | —                    | —                                  | —                           | —                     | —                         | —                       | —                        |        |
| Hoshi             | —                  | —                         | —                     | —                        | —                    | —                                  | —                           | —                     | —                         | —                       | —                        |        |
| Hoshi             | —                  | —                         | —                     | —                        | —                    | —                                  | —                           | —                     | —                         | —                       | —                        |        |
| Hoshi             | —                  | —                         | —                     | —                        | —                    | —                                  | —                           | —                     | —                         | —                       | —                        |        |
| Hoshi             | —                  | —                         | —                     | —                        | —                    | —                                  | —                           | —                     | —                         | —                       | —                        |        |
| Hoshi             | —                  | —                         | —                     | —                        | —                    | —                                  | —                           | —                     | —                         | —                       | —                        |        |
| Hoshi             | —                  | —                         | —                     | —                        | —                    | —                                  | —                           | —                     | —                         | —                       | —                        |        |
| Hoshi             | —                  | —                         | —                     | —                        | —                    | —                                  | —                           | —                     | —                         | —                       | —                        |        |

Légende
- Vainqueur
- Deuxième
- Finalistes
- — : Ne participe pas à la saison
- en italique : talent volé
- en gras : Finaliste

- Roberto Bellarosa 
(Saison 1)
- Loïc Nottet 
(Saison 3)
- Blanche (Ellie Delvaux) 
(Saison 5)

## Émissions spéciales
La RTBF annonce la diffusion d'une émission spéciale pour fêter les 10 ans du programme. Lors de cette émission, les coachs et les candidat(e)s reviendront sur leur aventure. Cet épisode a été diffusé le mardi 21 décembre 2021 sur La Une. Cette émission a réuni 238 447 téléspectateurs et s'est classé en 2e place des audiences de la soirée.

## Critiques
Aurélie Moreau écrit dans La Libre Belgique, « en définitive, alors qu’il était question de bienveillance et d’authenticité, des valeurs en voie de disparition, The Voice n’en célèbre pas moins le culte de l’image et de l’apparence. La dynamique ne semble guère différente des télécrochets musicaux qui l’ont précédé. »
Dans une interview au journal Metro en date du 17 février 2012, Lio ne mâche pas ses mots envers le principe même de l'émission : « Pour moi, il y a un peu un double discours. C'est difficile de choisir des gens et en même temps d'être celui qui leur dit de partir. C'est assez pervers et je trouve que ça devrait être changé. (…) Je me suis fait dans un sens « avoir comme une bleue » parce que je n'ai pas pris la mesure de ce qu'on me demandait. Je pense aujourd'hui, avec le recul, que c'est un attrape-nigaud. On n'est coach que pour une idée d'émission mais on a très peu de temps pour coacher et les infrastructures sont très réduites. Il y a quelque part une petite supercherie. Si l'on veut continuer à dire que The Voice est une émission avec des coachs, il faut revoir le temps que l'on nous accorde. »
Dans une interview à la Dernière Heure, elle précise encore : « On s’est retrouvé avec ses règles dans la figure et c’était ultra dur. Je l’ai très mal vécu alors que je suis vaccinée avec La Nouvelle Star. Mais on n’avait jamais parlé d’éthique avec La Nouvelle Star. […] Et finalement, je ne trouve pas plus d’éthique dans cette émission que dans La Nouvelle Star. Mais j’y ai cru. Donc, plus dure a été la chute. Je ne pense pas trahir un secret en disant que BJ et moi nous avons mal vécu certaines choses que nous avons dû faire car nous ne les avions pas assimilées comme ça. Comme par exemple, que c’était nous qui éliminions un candidat de nos duos. »

## Audiences
La RTBF dit fixer son objectif d'audiences au-dessus des 25 % de parts de marché. Lors du premier prime time, l'émission est suivie par 448 800 téléspectateurs, soit 23,7 % de PDM.
| Saison | Saison | Diffuseur                                      | Jour et horaire de diffusion                                                      | Nombre d'épisodes | Audience du lancement | Audience du lancement | Audience du lancement | Audience de la finale | Audience de la finale | Audience de la finale | Audience moyenne | Audience moyenne | Réf.   |
| Saison | Saison | Diffuseur                                      | Jour et horaire de diffusion                                                      | Nombre d'épisodes | Date                  | Téléspectateurs       | Part de marché        | Date                  | Téléspectateurs       | Part de marché        | Téléspectateurs  | Part de marché   | Réf.   |
| ------ | ------ | ---------------------------------------------- | --------------------------------------------------------------------------------- | ----------------- | --------------------- | --------------------- | --------------------- | --------------------- | --------------------- | --------------------- | ---------------- | ---------------- | ------ |
|        | 1      | La Une VivaCité (Tipik rediffusions saison 10) | Lundi ou mardi à 20 h 20(Dimanche soir pour les rediffusions sur Tipik(saison 10) | 17                | 20 décembre 2011      | 448 800               | 23,7 %                | 10 avril 2012         | 522 200               | 28,5 %                | 523 000          | 28,3 %           | ,      |
|        | 2      | La Une VivaCité (Tipik rediffusions saison 10) | Lundi ou mardi à 20 h 20(Dimanche soir pour les rediffusions sur Tipik(saison 10) | 16                | 22 janvier 2013       | 487 800               | 26,9 %                | 7 mai 2013            | 531 500               | 30,2 %                | 485 863          | 27,2 %           | ,      |
|        | 3      | La Une VivaCité (Tipik rediffusions saison 10) | Lundi ou mardi à 20 h 20(Dimanche soir pour les rediffusions sur Tipik(saison 10) | 16                | 21 janvier 2014       | 506 268               | 27,2 %                | 5 mai 2014            | 495 200               | 31,8 %                | 467 761          | 27,8 %           | ,      |
|        | 4      | La Une VivaCité (Tipik rediffusions saison 10) | Lundi ou mardi à 20 h 20(Dimanche soir pour les rediffusions sur Tipik(saison 10) | 16                | 20 janvier 2015       | 525 326               | 28,7 %                | 5 mai 2015            | 376 162               | 23,9 %                | 419 811          | 24,8 %           | ,      |
|        | 5      | La Une VivaCité (Tipik rediffusions saison 10) | Lundi ou mardi à 20 h 20(Dimanche soir pour les rediffusions sur Tipik(saison 10) | 15                | 5 janvier 2016        | 546 500               | 34,1 %                | 19 avril 2016         | 401 100               | 24,7 %                | 473 795          | 27,2 %           | ,      |
|        | 6      | La Une VivaCité (Tipik rediffusions saison 10) | Lundi ou mardi à 20 h 20(Dimanche soir pour les rediffusions sur Tipik(saison 10) | 16                | 10 janvier 2017       | 476 976               | 28,1 %                | 25 avril 2017         | 409 683               | 26,5 %                | 422 636          | 26,2 %           | [ 23 ] |
|        | 7      | La Une VivaCité (Tipik rediffusions saison 10) | Lundi ou mardi à 20 h 20(Dimanche soir pour les rediffusions sur Tipik(saison 10) | 16                | 9 janvier 2018        | 448 714               | 27,6 %                | 24 avril 2018         | 399 779               | 28,3 %                | 401 826          | 29,0 %           | ,      |
|        | 8      | La Une VivaCité (Tipik rediffusions saison 10) | Lundi ou mardi à 20 h 20(Dimanche soir pour les rediffusions sur Tipik(saison 10) | 16                | 8 janvier 2019        | 422 865               | 27,6 %                | 30 avril 2019         | 367 097               | 26,8 %                | 374 943          | 26,4 %           | ,      |
|        | 9      | La Une VivaCité (Tipik rediffusions saison 10) | Lundi ou mardi à 20 h 20(Dimanche soir pour les rediffusions sur Tipik(saison 10) | 16                | 29 décembre 2020      | 447 178               | 28,8 %                | 13 avril 2021         | 392 887               | 30 %                  | 379 947          | 28.1 %           | ,      |
|        | 10     | La Une VivaCité (Tipik rediffusions saison 10) | Lundi ou mardi à 20 h 20(Dimanche soir pour les rediffusions sur Tipik(saison 10) | 16                | 28 décembre 2021      | 349 401               |                       | 12 avril 2022         | 255 667               |                       | 292 299          |                  |        |
|        | 11     | La Une VivaCité (Tipik rediffusions saison 10) | Lundi ou mardi à 20 h 20(Dimanche soir pour les rediffusions sur Tipik(saison 10) | 16                | 9 janvier 2024        | 310 417               | 25,9 %                | 24 avril 2024         | 284 953               |                       | 250 027          |                  | [ 31 ] |

Légende :
- Plus hauts chiffres d'audience
- Plus bas chiffres d'audience